# Girona
|  | Aquest article tracta sobre la ciutat de Girona. Vegeu-ne altres significats a «Girona (desambiguació)». |

Girona és una ciutat i un municipi del nord-est de Catalunya, capital de la comarca del Gironès, de la vegueria de Girona i de la província de Girona. Pertany a l'àmbit de les comarques gironines.
La ciutat es troba a la confluència de quatre rius (el Ter, l'Onyar, el Güell i el Galligants) i a una altitud de 75 m sobre el nivell del mar. El terme municipal limita al nord amb Sant Julià de Ramis i Sarrià de Ter; a l'est, amb Celrà; al sud-est, amb Juià i Quart; al sud-oest, amb Fornells de la Selva, Vilablareix i Salt; i a l'oest, amb Sant Gregori. El municipi tenia 102.666 habitants el 2022, tot i que l'àrea urbana de Girona (que inclou també els municipis de Salt, Sarrià de Ter, Vilablareix i Fornells de la Selva) sumava un total de 146.566 habitants.
El nucli històric o barri vell compta amb elements monumentals únics al continent. Es troba delimitat per l'anomenat passeig de la Muralla, el camí de ronda de les antigues muralles carolíngies (segle ix) i de la baixa edat mitjana (segles xiv i xv). Entre els monuments destaquen el call (antic barri jueu, dels més ben conservats de la península ibèrica), les acolorides cases de l'Onyar, els banys àrabs i la catedral, d'una grandíssima nau única que és la més ampla del món en estil gòtic.

## Clima
- Llista de topònims de Girona (Muntanyes, serres, collades, indrets, rius, fonts, edificis, etc).

El clima és mediterrani, al límit de la característica fonamental d'aquest clima —la sequera estival, amb prou feines percebuda alguns anys a la zona de Girona— i amb una oscil·lació entre els freds de l'hivern —són habituals les glaçades entre desembre i febrer— i les calors de l'estiu —màximes superiors als 35 °C durant la canícula— que li atorguen, en conjunt, un caràcter més extremat que als climes litorals, però sense arribar a la continentalitat de les conques interiors de Catalunya. Girona està dins de la zona temperada. Les temperatures mitjanes oscil·len entre els 13 °C i els 17 °C.

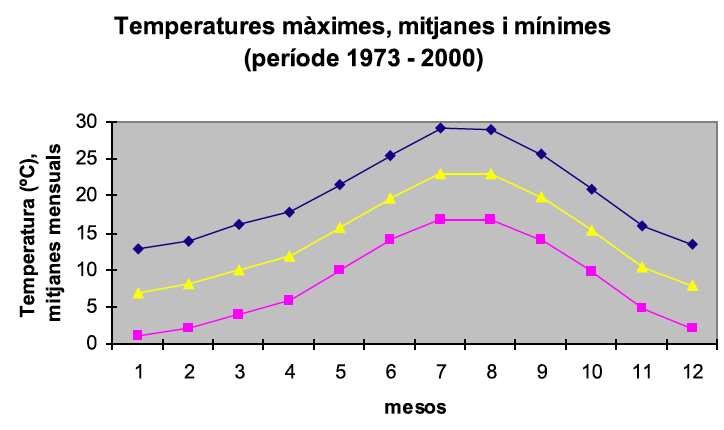
Temperatures màximes mitjanes i mínimes de Girona

| Dades climàtiques a Girona         | Dades climàtiques a Girona | Dades climàtiques a Girona | Dades climàtiques a Girona | Dades climàtiques a Girona | Dades climàtiques a Girona | Dades climàtiques a Girona | Dades climàtiques a Girona | Dades climàtiques a Girona | Dades climàtiques a Girona | Dades climàtiques a Girona | Dades climàtiques a Girona | Dades climàtiques a Girona | Dades climàtiques a Girona |
| Mes                                | gen                        | febr                       | març                       | abr                        | maig                       | juny                       | jul                        | ag                         | set                        | oct                        | nov                        | des                        | anual                      |
| ---------------------------------- | -------------------------- | -------------------------- | -------------------------- | -------------------------- | -------------------------- | -------------------------- | -------------------------- | -------------------------- | -------------------------- | -------------------------- | -------------------------- | -------------------------- | -------------------------- |
| Màxima rècord °C (°F)              | 23.8 (74.8)                | 25.5 (77.9)                | 29.0 (84.2)                | 29.1 (84.4)                | 33.6 (92.5)                | 43.9 (111)                 | 39.0 (102.2)               | 41.2 (106.2)               | 37.0 (98.6)                | 32.3 (90.1)                | 30.0 (86)                  | 22.5 (72.5)                | 43.9 (111)                 |
| Màxima mitjana °C (°F)             | 13.15 (55.67)              | 14.1 (57.4)                | 16.67 (62.01)              | 18.8 (65.8)                | 22.61 (72.7)               | 26.96 (80.53)              | 30.16 (86.29)              | 29.72 (85.5)               | 25.99 (78.78)              | 21.96 (71.53)              | 16.82 (62.28)              | 13.61 (56.5)               | 20.2 (68.4)                |
| Mitjana diària °C (°F)             | 6.41 (43.54)               | 7.23 (45.01)               | 9.76 (49.57)               | 11.99 (53.58)              | 15.6 (60.1)                | 19.81 (67.66)              | 22.76 (72.97)              | 22.6 (72.7)                | 19.34 (66.81)              | 15.42 (59.76)              | 10.27 (50.49)              | 7.0 (44.6)                 | 14.7 (58.5)                |
| Mínima mitjana °C (°F)             | −0.34 (31.39)              | 0.42 (32.76)               | 2.85 (37.13)               | 5.1 (41.2)                 | 8.57 (47.43)               | 12.66 (54.79)              | 15.35 (59.63)              | 15.48 (59.86)              | 12.68 (54.82)              | 8.87 (47.97)               | 3.71 (38.68)               | 0.4 (32.7)                 | 8.4 (47.1)                 |
| Mínima rècord °C (°F)              | −13.0 (8.6)                | −8.2 (17.2)                | −5.5 (22.1)                | −1.8 (28.8)                | 0.6 (33.1)                 | 5.1 (41.2)                 | 10.2 (50.4)                | 8.6 (47.5)                 | 5.8 (42.4)                 | −0.8 (30.6)                | −6.0 (21.2)                | −9.4 (15.1)                | −13.0 (8.6)                |
| Precipitació mitjana mm (polzades) | 62 (2.44)                  | 51 (2.01)                  | 50 (1.97)                  | 67 (2.64)                  | 71 (2.8)                   | 60 (2.36)                  | 32 (1.26)                  | 46 (1.81)                  | 70 (2.76)                  | 88 (3.46)                  | 70 (2.76)                  | 56 (2.2)                   | 728 (28.66)                |
| Mitjana de dies de precipitació    | 4.9                        | 4.9                        | 5.1                        | 7.1                        | 7.3                        | 5.1                        | 3.2                        | 5.1                        | 6.5                        | 6.4                        | 5.2                        | 4.7                        | 65.8                       |
| Mitjana de dies de neu             | 0.3                        | 0.3                        | 0.                         | 0                          | 0                          | 0                          | 0                          | 0                          | 0                          | 0                          | 0                          | 0.1                        | 0.7                        |
| Humitat relativa mitjana (%)       | 75                         | 73                         | 70                         | 69                         | 68                         | 63                         | 59                         | 65                         | 70                         | 75                         | 76                         | 76                         | 71                         |
| Mitjana mensual d'hores de sol     | 157                        | 156                        | 179                        | 194                        | 224                        | 247                        | 385                        | 361                        | 195                        | 167                        | 143                        | 132                        | 2.540                      |
| Font: amet.es                      |                            |                            |                            |                            |                            |                            |                            |                            |                            |                            |                            |                            |                            |

|  |

## Història

### Època antiga: ibers i romans

#### Fundació de Gerunda

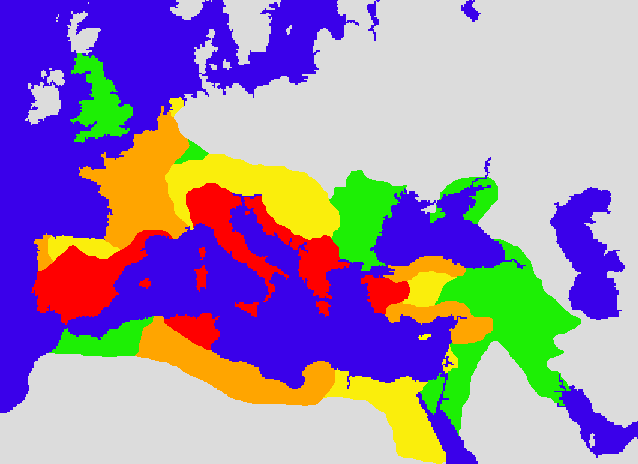
Mapa de l'Imperi Romà a l'any 133 aC (vermell), 44 aC (groc), 14 dC (taronja), i 117 dC (verd).

Els primers pobladors van ser els ibers de la tribu dels indígets, situats als poblats dels punts elevats que envolten i clouen el pla de Girona, com el del congost de l'actual Sant Julià de Ramis, que era el més important. En el si de les guerres de Sertori (82-72 aC), vers el 77 aC Pompeu edificà un oppidum (plaça forta emmurallada) sobre la Via Heraclea (futura Via Augusta) per defensar-la i lluitar contra el sediciós Sertori, de la facció dels populares, que s'havia aixecat en armes a la Hispània romana contra Sul·la, de la facció dels optimates i que controlava el poder a Roma. És, aleshores, per aquestes necessitats militars, que els ocupants romans fundaren l'originària Girona, que s'anomenava en aquells moments Gerunda, l'etimologia de la qual encara no s'ha aclarit, per bé que podria significar «entre l'Undarius», nom que rebia en llengua ibera l'actual riu Onyar.
La nova ciutat de Gerunda es nodrí dels antics habitants del poblat de Sant Julià de Ramis que, segons sembla, foren obligats a traslladar-se a l'oppidum gironí. Així, doncs, la Girona romana s'erigí com a baluard defensiu de l'entrada de la Via Augusta a Hispània i esdevingué un centre important de la regió, amb l'articulació d'un ager romà al voltant de l'urbs gironina. En suma, ambdues unitats formaven la ciuitas de Girona, la peça essencial i bàsica de l'organització territorial romana. Tot i que Gerunda es trobava a l'interior i allunyada de la costa, disposava d'una bona connexió amb el port romà d'Empúries, primer bastió romà al nord-est peninsular, colonitzat en el si de la Segona Guerra Púnica al costat de l'assentament grec que ja hi existia.

Plànol de Gerunda entre el i el.

#### Estructura urbana, econòmica i política de Gerunda
L'estructura de la ciutat de Gerunda era atípica. No seguia les distribucions hipodàmiques estàndards, ni les centuriacions habituals de les urbs romanes. Com que s'aixecava sobre la Via Augusta per motius estrictament militars, la planta és totalment irregular. Malgrat tot, es poden entreveure les parts bàsiques de la ciutat romana: el cardo maximus, el fòrum. No s'ha pogut documentar l'existència de cap decumanus maximus. Quant al cardo maximus, aquest se situava sobre la traça de la Via Augusta al tram per dedins de la ciutat, el que en l'actualitat és el carrer de la Força. Quant al forum, aquest se situava a l'actual plaça de la Catedral. El temple de la ciutat molt probablement era on avui s'eleva l'església catedral de Santa Maria. La distribució de la ciutat sobre terrasses paleofluvials dificultava la mobilitat dins el centre i s'hagueren de transformar tots els decumani (carrers alineats d'est a oest) en escales. La majoria encara es conserven en l'actualitat, amb les reformes i modificacions fetes al llarg dels anys. L'altre gran element de la ciutat era la muralla. Aquesta s'edificà en dues fases: una s'executà en fundar la ciutat i l'altra cap a la darreria del segle iii dC. Les diferències morfològiques permeten d'identificar-les fàcilment, atès que empren pedres de composicions i formes distintes. La segona fase s'executà arran de les necessitats defensives que les incursions germàniques a Hispània provocaven. Les muralles no solament tenien una funció per a la defensa militar, sinó que servien per definir els límits de l'urbs (anomenats pomerium) i separar-la de l'ager.

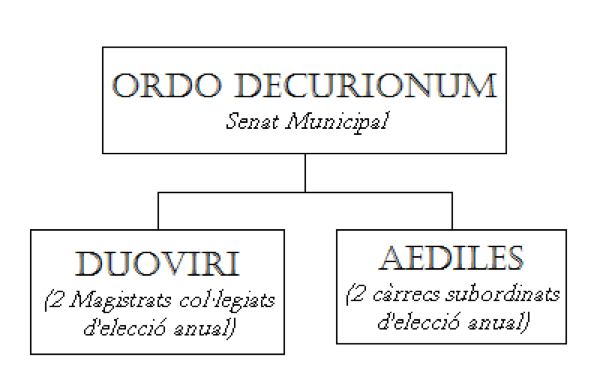
Estructura política de Gerunda

L'estructura política de la ciutat seguia els paràmetres estàndards de qualsevol ciutat romana. Cal no oblidar que Gerunda era una ciutat d'una província llunyana i petita, irrisòria als ulls de Roma. La ciutat es regia probablement pel dret llatí, que no era exactament el mateix que el dret romà. A la pràctica, els habitants lliures de les ciutats de dret llatí disposaven d'una ciutadania més restringida que els habitants de ciutats amb dret romà. El mecanisme per obtenir una ciutadania plena era el cursus honorum, la carrera política o pública. Era per aquest motiu que les magistratures romanes eren cobejades pels ciutadans ambiciosos, per bé que eren càrrecs molt cars, per tal com totes les despeses públiques que eren competència d'una magistratura eren assumides pels fons privats del magistrat de torn. Gerunda, en tant que ciuitas romana, disposava de les institucions habituals, com l'ordo decurionum (el senat municipal, amb poder legislatiu), el duumvirat (dos magistrats col·legiats amb el poder executiu, d'elecció anual) i l'edilat (dos magistrats subordinats encarregats dels serveis públics de la ciutat). Cal no oblidar d'esmentar els càrrecs religiosos que, en el fons, també eren càrrecs polítics. El centre de la política municipal era l'ordo decurionum.
Finalment, per cloure aquest apartat, hom no pot deixar d'esmentar l'altra part de la ciuitas de Gerunda: l'ager. Era l'àmbit de producció agrícola i manufacturera on es concentraven les uillae; això és, els centres agricolaramaders de proveïment de la ciuitas, la majoria de les vegades, propietat d'hisendats que vivien a l'urbs i delegaven l'administració als seus subordinats (uillicus). A la ciuitas de Gerunda s'hi concentraven activitats de cereal, olivera i vinya, ramat oví, boví i cabrum i una moderada quantitat de bòbiles ceràmiques.

#### L'arribada del cristianisme i la fi de la Girona romana
La primera comunitat cristiana de Gerunda apareix documentada als voltants de 304-305 dC, en el si de les persecucions de Dioclecià, en les quals es creu que morí en martiri a la ciutat un dels difusors de la religió a la zona, arribat per mitjà de les rutes comercial marítimes: sant Feliu de Scil·la (Mauritània). Doncs, Feliu de Girona es convertí en el primer i únic màrtir de la ciutat i sant primigeni, fins que fou desplaçat per l'apòcrif sant Narcís, de tradició importada en època alt-medieval. L'erecció d'un martyrium o tomba d'un sant màrtir a l'actual burg de Sant Feliu i les restes trobades, com les del possible sarcòfag del sant (segle iv dC), palesen l'existència d'una comunitat cristiana primigènia, forta i poderosa. Els marbres del sarcòfag són de gran qualitat i fets a Roma per les millors escoles de relleus. Pel que fa a l'existència d'un bisbe, hi ha documentada una referència del 404 dC en la qual es parla del bisbe de Gerunda, reprovat fortament pel I Concili de Toledo. Igualment, hi ha documentada l'existència d'un palau episcopal i una basílica, tot i que l'emplaçament no ha pogut ésser definit.
Girona no s'escapà als esdeveniments: s'embarcà a les reformes de Dioclecià (284-305 dC), patí les incursions germàniques (segles iv-v dC) i a la fi veié com el poder romà es desfeia sobre el territori i s'instal·lava un nou poder que, en algunes característiques, aplicava unes polítiques de continuïtat. L'únic poder que no es va desfer i que s'adaptà al canvi fou l'Església, que perdurà i s'expandí durant aquells anys (segles iv-v dC). Girona continuà existint, conservà el bisbat lligat a la seu metropolitana de Tarragona. A l'ager s'observaren alguns canvis de poblament bruscs que, en alguns casos, poden ésser considerats veres regressions en relació al període romà. El canvi més notable fou l'erecció en ple segle iii d'un castellum sobre les antigues ruïnes del poblat iber de Sant Julià de Ramis per protegir el pla de Girona i la ciutat dels nombrosos atacs als quals es veié exposat el territori amb la descomposició política i militar de l'imperi.

### Època medieval

#### Període alt-medieval

##### Dominació visigòtica i musulmana
A l'inici del segle v, es consumava la caiguda de l'Imperi Romà d'Occident. La província Tarraconense passà a domini de l'oligarquia militar visigòtica establerta a la Gàl·lia durant el darrer terç de segle. Aquesta oligarquia era fortament romanitzada i articularen el nou poder que ells representaven amb el poder preexistent de la noblesa autòctona. En conseqüència, la ciutat de Girona entrà dins l'òrbita visigòtica. Tanmateix, aquesta substitució del poder polític i militar no afectà tan negativament l'existència de la ciutat, com ocorregué amb altres antigues ciutats romanes que quedaren abandonades o en notable decadència. Tot i les plagues i calamitats que assolaren Girona durant els segles vi i vii, la ciutat es convertí en un punt important del nord-est peninsular. Sembla que Girona hagué de patir el procés de ruralització que es desencadenà arreu de l'antic imperi a causa de la general ruïna i pèrdua de pes de les ciutats. Això no obstant, a Girona es va crear una seca dels reis visigots de rellevància dins l'antiga província Tarraconense, ara enquadrada dins el Regne de Toledo. La difusió de la moneda gironina fou considerable i se n'han trobat mostres arreu de la península. Pel que fa als afers polítics del nou regne, Girona participà en la revolta de Pau (673), en el si de les lluites pel poder entre faccions oligàrquiques visigòtiques, inici de la descomposició del poder visigot. El rei Vamba assetjà la ciutat abans de passar al centre de Pau a Narbona, la qual cosa palesa que Girona, acabat l'Imperi Romà d'Occident i la seguretat de les fronteres, tornà a tenir el caràcter defensiu i estratègic que ja havia tingut quan es va fundar.
Un altre àmbit en el qual Girona es veié a bastament enfortida fou el de l'organització eclesiàstica. El 517 la ciutat fou seu del concili provincial, presidit pel bisbe metropolità de Tarragona i que comptà amb l'assistència dels bisbes de Girona, Empúries, Barcelona, Egara, Lleida i Osca. En aquesta etapa d'esplendor gironina, el culte al màrtir de la ciutat, sant Feliu, s'expandí força pel territori, fins al punt d'assentar-se fins a Bierzo (bisbat de Saragossa).
L'any 711 comença la conquesta musulmana de la península Ibèrica. Davant la descomposició absoluta del poder visigot, l'expansió musulmana fou molt ràpida i ben aviat va atènyer Girona, possiblement vers el 715. Sembla que la ciutat fou ocupada sense cap resistència i no patí, doncs, cap mena de destrucció. Les elits locals capitularen i el nou poder musulmà imposà un tribut personal i territorial. Els musulmans ben aviat van construir una mesquita i expropiaren tots els béns de l'Església i de la noblesa visigòtica. Tanmateix, l'empremta musulmana a la ciutat fou molt lleu, quasi inexistent, atès que al 785 les mateixes elits locals que havien capitulat el 715 als musulmans, lliuraren, sense combat, la ciutat a Luís el Piadós, fil Carlemany. La debilitat musulmana a la regió, la proximitat carolíngia i la defecció de les ciutats de la Septimània en pro dels francs precipitaren el canvi de bàndol de Girona. L'historiador català Ramon d'Abadal ho ha vist com l'inici del procés que duu cap al naixement de la Catalunya posterior, la qual cosa palesa encara més la importància que Girona havia obtingut al llarg del temps.

##### La Girona carolíngia
Durant llarg temps es pensà que la conquesta franca fou obra personal de l'emperador Carlemany. El llegendari popular ha recordat aquesta gesta imaginària amb tot un corpus d'històries relacionades amb la visita de Carlemany a Girona. Encara que l'emperador franc no visità mai Girona, la seva administració eixida de la renovatio carolina afectà en gran manera la ciutat. D'una banda, tot el territori al sud dels Pirineus i al nord-est peninsular fou reorganitzat com a terra de frontera amb tot un seguit de comtats, que alguns autors anomenaren marca hispànica. Durant setze anys, Girona va ser la plaça forta de l'avantguarda carolíngia contra l'islam, fins que la conquesta de Barcelona li feu perdre aquesta natura. Abans, però, Girona patí el setge a mans dels musulmans que volien recuperar la ciutat; un dels més famosos fou el d'Abd-al-Malik de 793.
En l'organització administrativa carolíngia la ciutat esdevé la seu del Comtat de Girona. El comtat fou el model elegit per l'administració de Carlemany per organitzar els nous territoris de frontera. El comte era el personatge que es trobava al capdavant d'aquesta entitat. Era un càrrec nomenat pel monarca, sense independència i no hereditari. Tanmateix, al llarg del temps, els comtes catalans anaren adquirint més independència, convertiren el càrrec en hereditari i fins i tot es desvincularen de fet dels monarques francs. Girona, com a centre comtal acomplí el seu paper i superà les etapes més difícils del perill musulmà. El vell recinte romà fou reestructurat i ampliat i aconseguí de resistir els successius setges. Les noves muralles d'estil carolingi reforçaren la plaça forta i ampliaren la superfície de la ciutat.

#### Període baixmedieval
Considerada l'etapa d'esplendor de la ciutat, coincidí amb el privilegi reial de 1284 que permetia l'organització d'un govern local, els Jurats de Girona, tot i que ja el bisbe Ramon d'Usall li havia concedit una carta de llibertats en temps del rei Alfons el Cast. Fou la màxima expressió del poder estamental urbà durant llarg temps. Al final del segle xiii, Felip III de França l'Ardit assetjà la ciutat.
El segle xiii també és l'època de màxima esplendor de la comunitat jueva de Girona. Cal destacar la importància de l'escola cabalística de Girona, destacant-ne el rabí Nahmanides o Bonastruc ça Porta, (RaMBaN) que va arribar a ser Gran Rabí de Catalunya. La comunitat jueva va entrar en decadència al segle xiv, sobretot després del pogrom de 1391, fins que els jueus foren expulsats d'Espanya pels Reis Catòlics. Avui dia, el Call de Girona és un dels més ben conservats d'Europa i una de les atraccions turístiques de la ciutat.
El 1385 s'autoritzà la Fundació del Consolat de Mar a Girona. El 10 d'agost de 1391 tanquen els jueus de la ciutat a la Torre Gironella per obligar-los a convertir-se al cristianisme. El 19 de febrer de 1416 Ferran I d'Antequera converteix el títol de duc de Girona en el de príncep de Girona a l'hora d'atorgar-lo a l'hereu del tron aragonès, el futur Alfons IV el Magnànim. El 1417 el capítol catedralici de Girona decideix construir la catedral amb una sola nau.

### Època moderna
Durant els segles xv, xvi i XVII la ciutat continuà creixent i es van millorar i ampliar substancialment les muralles: al final del segle xiv el rei Pere el Cerimoniós feu construir un ampli recinte al voltant de la ciutat romana i en el segle xvi es va construir un ampli pany de muralla a l'altra riba de l'Onyar que significaria el naixement del barri del Mercadal. Aquestes noves construccions defensives ajudarien a la ciutat a resistir els setges de 1653, 1684, 1694, i 1711 per les tropes franceses, en el context de les nombroses guerres europees. El 18 d'octubre de 1705, Girona va donar l'obediència a Carles III, l'arxiduc. Durant els anys de la guerra de Successió, la ciutat va ser la plaça més important per aturar les incursions franceses que devastaven el front septentrional de Catalunya, motiu pel qual Girona sempre va comptar amb una guarnició militar, a més de la mateixa milícia urbana: la coronela.
Després que el general borbònic Adrien Maurice de Noailles, duc de Noailles, hagués elaborat diversos projectes per assetjar Girona, no va ser fins a les acaballes de 1710 que inicià el cop definitiu. A mitjan mes de desembre va presentar-se davant la ciutat amb vint-i-cinc mil efectius, a banda d'un nombrós tren d'artilleria que havia desembarcat a Roses. A l'interior de la ciutat, el comte de Tattenbach organitzà la defensa amb prop de cinc mil combatents, dels quals mig miler formaven part de la coronela. Després de sis setmanes d'atacs incessants, i entremig de fortes pluges que estigueren a punt de provocar l'aixecament del setge, les tropes borbòniques van obrir una bretxa al sector de Santa Llúcia, a l'angle nord-est de la ciutat. El 24 de gener de 1711 Girona va capitular.
A partir del maig de 1712, les forces aliades van intentar recuperar la ciutat, però la feblesa en termes militars començava a fer-se evident, ja que els efectius anglesos i portuguesos van abandonar el front català. El bloqueig austriacista de Girona no es va poder materialitzar en un setge formal i el 3 de gener de 1713 el duc de Berwick va entrar a la plaça amb un exèrcit de refresc i nombrosos queviures. Fins més enllà de l'acabament de la disputa dinàstica, Girona va restar sota control francès.

### Època contemporània
Tanmateix, els setges més famosos són els que l'exèrcit napoleònic feu entre 1808 i 1809, durant l'anomenada Guerra del Francès. Foren els darrers setges que la ciutat ha patit fins ara, però també foren els més mortífers i colpidors de la seva història. Tot i que els exèrcits napoleònics havien assetjat i bombardejat la ciutat dos cops, el més llarg, virulent i important fou el setge de maig-desembre de 1809, comandat pels mariscals Saint-Cyr, Suchet i Augereau. El general Álvarez de Castro fou el defensor de la plaça forta de Girona i prohibí tota capitulació o feblesa, sota amenaça d'execució sumària. Amb la incapacitat d'Álvarez de continuar liderant la defensa a causa del seu emmalaltiment, després de set mesos de setge, una població i una guarnició exhausta i devastada comandada per la Junta militar de Julián de Bolívar capitulà a l'exèrcit assetjant. El 1886 es va convertir en la primera ciutat catalana en disposar d'un enllumenat elèctric.
Cap al 1898, l'Estat major de l'exèrcit espanyol suprimí la categoria de plaça forta per a Girona i es permeté l'enderroc parcial de les muralles del sud de la ciutat. Girona començà a agafar la forma que té actualment. El 4 de febrer de 1939 les tropes franquistes ocupen la ciutat. El 1960, Girona (o Gerona, com era coneguda durant el franquisme) es converteix en la primera Ciutat pubilla de la sardana amb missatge de Josep Mainar i Pons. El 1980 es va canviar la denominació del municipi de Gerona a Girona (vegeu el decret publicat al DOGC del 27 de juny de 1980).
El 21 d'abril de 1990, Felip de Borbó pren possessió del títol de Príncep de Girona, propi de l'hereu de la Corona d'Aragó, sense cap cerimònia oficial d'investidura; als carrers alguns ciutadans el reben amb estelades, la qual cosa provoca incidents policials amb detencions.
Carles Puigdemont i Casamajó (CiU) va substituir la socialista Anna Pagans com a tercer alcalde de l'època democràtica de Girona, de la qual el primer va ser Joaquim Nadal (PSC-PSOE). El gener de 2016 Carles Puigdemont esdevé president de la Generalitat, i és substituït primer per Albert Ballesta i després per Marta Madrenas. Vegeu la llista d'alcaldes de Girona.
El 25 de gener de 1992 es va acabar la construcció de la torre de telecomunicacions. La construcció va durar un total d'un any i mig. El cost en pessetes fou de 700 milions.
El 10 de novembre del 2009 el Ple Municipal aprovà una moció de la plataforma Girona decideix per tal que se celebrés una consulta sobre la independència de Catalunya, essent la primera capital de demarcació que ho feu. Els resultats de la consulta, celebrada el 25 d'abril del 2010, fou d'un 95,56% de vots a favor, 3,35% vots en contra, 0,83% vots en blanc i 0,26% vots nuls, amb una participació del 26,97%.
El 10 de desembre de 2012 Girona es declara Territori Català Lliure i sobirà amb els vots a favor d'ICV-Esquerra Unida i Alternativa EPM, CiU i la CUP.

## Política i govern

### Composició de la Corporació Municipal
El Ple de l'Ajuntament està format per 27 regidors. En les eleccions municipals de 26 de maig de 2019 en foren 9 de Junts per Catalunya-Girona (JxCAT-Junts), 6 de Guanyem Girona-Alternativa Municipalista (GGI-AMunt), 6 del Partit dels Socialistes de Catalunya-Candidatura de Progrés (PSC-CP), 4 d'Esquerra Republicana de Catalunya-Acord Municipal (ERC-AM) i 2 de Ciutadans - Partit de la Ciutadania (Cs).
| Eleccions municipals de 26 de maig de 2019 - Girona |                                                             |                                     |                                     |         |          |          |
| Candidatura | Candidatura                                                 | Candidatura                         | Cap de llista                       | Vots    | Vots     | Regidors |
| | Junts per Catalunya-Girona                                  |                                     | Marta Madrenas i Mir                | 13.435  | 30,96%   | 9 (-1)   |
| | Guanyem Girona-Alternativa Municipalista                    |                                     | Lluc Salellas i Vilar               | 8.311   | 19,15%   | 6 (+2)   |
| | Partit dels Socialistes de Catalunya-Candidatura de Progrés |                                     | Sílvia Paneque i Sureda             | 8.120   | 18,71%   | 6 (+2)   |
| | Esquerra Republicana de Catalunya-Acord Municipal           |                                     | Joaquim Ayats i Bartrina            | 6.289   | 14,49%   | 4 ()     |
| | Ciutadans - Partit de la Ciutadania                         |                                     | Daniel Pamplona Castillejo          | 2.891   | 6,66%    | 2 ()     |
| | Altres candidatures                                         |                                     |                                     | 4.102   | 9,45%    | 0 ( -1)  |
| | Vots en blanc                                               |                                     |                                     | 243     | 0,56%    |          |
| Total vots vàlids i regidors | Total vots vàlids i regidors                                | Total vots vàlids i regidors        | Total vots vàlids i regidors        | 43.391  | 100 %    | 27 (+2)  |
| | Vots nuls                                                   | Vots nuls                           | Vots nuls                           | 157     | 0,36%    |          |
| Participació (vots vàlids més nuls) | Participació (vots vàlids més nuls)                         | Participació (vots vàlids més nuls) | Participació (vots vàlids més nuls) | 43.548  | 65,10%** |          |
| Abstenció | Abstenció                                                   | Abstenció                           | Abstenció                           | 23.346* | 34,90%** |          |
| Total cens electoral | Total cens electoral                                        | Total cens electoral                | Total cens electoral                | 66.893* | 100 %**  |          |
| Alcaldessa: Marta Madrenas i Mir (JxCAT) (15/06/2019) Per ser la llista més votada, després de no haver obtingut majoria absoluta dels regidors (9 vots de Junts) |                                                             |                                     |                                     |         |          |          |
| Fonts: Ministeri de l'Interior. Junta Electoral de Zona de Girona. Periòdic Ara. (* No són vots sinó electors. ** Percentatge respecte del cens electoral.)       |                                                             |                                     |                                     |         |          |          |

### Alcaldes
Des de 2023 l'alcalde de Girona és Lluc Salellas (Guanyem).
| Període                                                                                       | Alcalde o alcaldessa                                                     | Partit polític     | Data de possessió                | Observacions         |
| --------------------------------------------------------------------------------------------- | ------------------------------------------------------------------------ | ------------------ | -------------------------------- | -------------------- |
| 1979–1983                                                                                     | Joaquim Nadal i Farreras                                                 | Logotip del PSC    | 19/04/1979                       | --                   |
| 1983–1987                                                                                     | Joaquim Nadal i Farreras                                                 | Logotip del PSC    | 24/05/1983                       | --                   |
| 1987–1991                                                                                     | Joaquim Nadal i Farreras                                                 | Logotip del PSC    | 30/06/1987                       | --                   |
| 1991–1995                                                                                     | Joaquim Nadal i Farreras                                                 | Logotip del PSC    | 15/06/1991                       | --                   |
| 1995–1999                                                                                     | Joaquim Nadal i Farreras                                                 | Logotip del PSC    | 17/06/1995                       | --                   |
| 1999–2003                                                                                     | Joaquim Nadal i Farreras Anna Pagans i Gruartmoner                       | Logotip del PSC    | 03/07/1999 19/01/2002            | Dimissió --          |
| 2003–2007                                                                                     | Anna Pagans i Gruartmoner                                                | Logotip del PSC    | 14/06/2003                       | --                   |
| 2007–2011                                                                                     | Anna Pagans i Gruartmoner                                                | Logotip del PSC    | 16/06/2007                       | --                   |
| 2011–2015                                                                                     | Carles Puigdemont i Casamajó                                             | Logotip de CiU     | 11/06/2011                       | --                   |
| 2015–2019                                                                                     | Carles Puigdemont i Casamajó Albert Ballesta i Tura Marta Madrenas i Mir | Logotip de CiU     | 13/06/2015 22/01/2016 18/03/2016 | Renúncia Dimissió -- |
| 2019-2023                                                                                     | Marta Madrenas i Mir                                                     | Logotip de JxCAT   | 15/06/2019                       | --                   |
| Des de 2023                                                                                   | Lluc Salellas                                                            | Logotip de Guanyem | 17/06/2023                       | --                   |
| Fonts: Municat. Servei de Gestió Documental, Arxius i Publicacions de l'Ajuntament de Girona. |                                                                          |                    |                                  |                      |

## Demografia
| 1497  | 1515  | 1553  | 1787  | 1887   | 1900   | 1920   | 1950   | 1970   | 2024    |
| 1.048 | 1.073 | 1.409 | 8.842 | 16.738 | 17.041 | 19.393 | 32.773 | 50.338 | 107.032 |

El 1515 s'incorporà el burg de Sant Feliu de Girona; el 1717, Llano; el 1857, Campdorà, Montjuïc, Vila-roja i Sant Ponç de Fontajau; el 1965, Palau-sacosta, Sant Daniel i Santa Eugènia de Ter; el 1975, Salt; el 1981, Sarrià de Ter; i el 1986 es desagreguen Salt i Sarrià de Ter.

## Barris i entitats de població
| Oest Santa Eugènia Mas Xirgu | Nord Montjuïc Eixample | Est Centre Sud |

| Entitat de població    | Habitants (2024) |
| Girona                 | 102.301          |
| Font de la Pólvora     | 1.764            |
| Vila-roja              | 1.710            |
| Caputxins              | 237              |
| Campdorà               | 220              |
| Sant Daniel            | 97               |
| la Creu de Palau       | 41               |
| Taialà i Germans Sàbat | 37               |
| Pont Major             | 36               |
| Domeny                 | 20               |
| Hortes                 | 8                |
| Sant Ponç              | 5                |
| Montilivi              | 0                |
| Font: Idescat          |                  |

Girona està dividida en 9 barris i 31 sectors:
- Centre: Barri Vell, Mercadal i Carme
- Eixample: Sant Narcís, Eixample Nord i Eixample Sud
- Est: Sant Daniel, Torre Gironella, Pedreres, Font de la Pólvora, Vila-roja i Gavarres
- Mas Xirgu: Mas Xirgu
- Montjuïc: Montjuïc
- Nord: Pedret, Pont Major, Muntanya de Campdorà i Pla de Campdorà
- Oest: Sant Ponç, Fontajau, Taialà, Germans Sàbat, Domeny Nord i Domeny Sud
- Santa Eugènia: Hortes, Santa Eugènia i Can Gibert
- Sud: Palau, l'Avellaneda, Montilivi i la Creueta

El 10 de juny de 2013 el Ple Municipal de Girona va aprovar per unanimitat una moció amb motiu dels 50 anys de l'annexió dels tres antics municipis de Palau-sacosta, Sant Daniel i Santa Eugènia de Ter a la ciutat de Girona. La rememoració d'aquest aniversari es va materialitzar amb un acte institucional a l'Ajuntament el dia 30 de juny, unes conferències, una exposició itinerant i un llibre commemoratiu: Quatre pobles en un segle (1862–1963) del periodista Manel Mesquita.

## Llocs d'interès
- La Catedral de Girona

L'església cristiana catòlica de Santa Maria de Girona és la seu catedralícia del Bisbat de Girona i el major temple cristià del bisbat i de la província homònima. Els bisbes de la diòcesi de Girona són documentats genèricament l'any 516. Segons alguns documents del segle VII el seu culte era equiparable a les diòcesis de Toledo i Sevilla. Durant l'ocupació musulmana entre els anys 715 i 785 va ser transformada en mesquita. La major particularitat és que té la nau gòtica més ampla del món, de 22,98 metres, que és alhora la nau més ampla de qualsevol estil llevat de la de basílica de Sant Pere del Vaticà, que fa vint-i-cinc metres. Situada estratègicament al nucli central de la ciutat antiga, conegut com la Força Vella, coincideix amb el traçat urbà de Gerunda, assentament d'època romana del qual encara en romanen mostres de muralla a l'actual plaça de la catedral.
- L'església de Sant Feliu de Girona

L'església Sant Feliu –o Sant Fèlix– és una basílica col·legiata de Girona, originària dels primers temps del cristianisme. Acull els oficis de la Parròquia Major de Sant Feliu del Bisbat de Girona, dita així perquè aquest era el temple principal de Girona abans de la construcció de la catedral. Es va construir, en honor del màrtir sant Feliu, des del segle xii fins al xvii i conserva bona part de l'edifici romànic, completat més tard amb les naus i les cobertes gòtiques i la façana barroca. L'atractiu principal està constituït per vuit extraordinaris sarcòfags romans i paleocristians dels segles iii i iv, trobats en construir-se l'església, juntament amb el sepulcre gòtic de sant Narcís.
- El monestir de Sant Pere de Galligants

L'antiga abadia benedictina de Sant Pere de Galligants és una de les més reeixides construccions romàniques supervivents de la ciutat de Girona. Iniciat al 992, la nau actual data de 1130, de la mateixa manera que el campanar octogonal d'estil llombard. El claustre oscil·la entre el 1154 i el 1190 i és també d'estil romànic. Actualment acull la secció gironina del Museu d'Arqueologia de Catalunya.
- L'Església de Sant Nicolau

Petita església romànica, model de capella funerària, situada al recinte de l'antic cementiri del monestir de sant Pere de Galligants. És un edifici d'una nau, coberta amb volta de canó, i absis trilobulat. Avui en dia, es fa servir com a sala d'exposicions temporals.
- El Call jueu

El Barri Jueu de Girona és un dels més emblemàtics juntament amb el de Besalú. Conegut també com el "Call jueu", el barri conserva el traçat original d'alguns carrers, com ara el c/Cúndaro i el c/ de Sant Llorenç. La seva cruïlla de carrerons medievals ens permeten conèixer de prop la història del judaisme a Espanya.
- Els Banys Àrabs

La data més antiga en què es documenta l'existència dels banys es remunta al 18 de desembre de 1194. El document manifesta que els banys de Girona han estat construïts per ordre del rei, Alfons I el Cast; que són propietat del monarca i que es tracta d'una nova construcció, sense deixar entendre que es tracti d'una reedificació, construcció o transformació. L'edifici és d'estil romànic, però el monument no nega les influències àrabs hereves de la tradició termal grecoromana que afecten els elements arquitectònics i l'estructura funcional dels banys. És amb la conquesta de Lleida i Tortosa quan es descobreix aquest sistema de banys, que s'importa a Girona.
Al final del segle xiii els atacs dels exèrcits del rei de França, Felip l'Ardit, van fer que l'edifici dels banys resultés víctima de la situació, fins al punt que va necessitar una reconstrucció gairebé total. El rei Jaume II va accedir a la proposta de Raimon de Taialà, que va reconstruir l'edifici entre el 24 de març de 1294 i el 4 de desembre de 1296. Està documentat que fins al 1366 els banys eren públics. Ara bé, des d'aquella data fins a 1416 hi ha un buit de referències històriques sobre l'equipament. És aquell any que se’n tornen a tenir notícies, però aleshores es parla d'uns banys que ja no són públics; les referències documentals parlen d'una casa, amb el seu hort i uns banys que hi estan integrats. Entre els segles XV i XVI, doncs, sembla que van formar part d'una propietat particular.
Al segle xvii es va construir el monestir de caputxines, fet que va comportar que els banys hi quedessin incorporats. Bona part del complex arquitectònic de la zona, inclosos els banys, es va veure afectat per una rigorosa clausura, fet que també va canviar el caràcter de tota la zona. Les monges van conservar-ne parts per al seu propi ús. Per exemple, l'antiga piscina la feien servir de safareig. Els anys 1929-1930 es va produir la segregació dels banys, després d'haver quedat gairebé oblidats a l'interior del monestir de clausura. El 8 de març de 1929 es va establir un conveni en virtut del qual es desvinculaven els Banys Àrabs del conjunt de l'edifici monàstic. L'acord el signaren el president de la Diputació i l'abadessa de les caputxines. Des de la data de la construcció dels banys, el seu entorn ha experimentat notables canvis. Si en un principi es van construir als afores de la ciutat, ara estan envoltats d'una zona urbanitzada i habitada.
En la dècada dels seixanta del segle XX s'obre el passeig Arqueològic, que dona pas a un carrer més ample, un veïnatge millor i millor caràcter en general. Aconseguida l'exclaustració i realitzades les obres pertinents, els anomenats Banys Àrabs han pogut ser visitats, estudiats i admirats i s'han incorporat al conjunt arqueològic que Girona ofereix als seus visitants. Des de 1931 fins a 1939 van estar sota la responsabilitat de la Comissaria Delegada de la Generalitat; des de 1939 fins a 1992, a cura de la Diputació i actualment han estat confiats al Consell Comarcal del Gironès.
- El Barri Vell

Es coneix com a Barri Vell la part de la ciutat que es troba –o es trobava– delimitada per les muralles medievals i els baluards d'època moderna. És la Girona d'abans de 1895, anterior a l'enderroc de les muralles del Pla de Girona. Dins seu, hi ha els principals monuments de Girona i tot l'urbanisme primigeni i primitiu de la ciutat. Aquest barri fou objecte d'una profunda renovació a partir de 1982 per l'ajuntament, que n'emprengué una rehabilitació i recuperació, tot enfocant-lo vers el turisme. Després de gairebé dos decennis, el Barri Vell és el principal pol d'atracció turística de la ciutat, amb una gran part d'immobles rehabilitats i l'urbanisme recuperat, especialment el del call jueu.
- Les muralles

El Passeig de la Muralla és la part del camí de ronda que passa per les antigues muralles carolíngies (construïdes al segle ix) i de la baixa edat mitjana (edificades entre els segles XIV i XV) que envolten el Centre Històric de la ciutat.
- Les cases de l'Onyar

Les característiques cases del barri vell penjades sobre el riu Onyar al seu pas per la ciutat. Totes elles tenen les seves façanes fluvials pintades seguint una paleta cromàtica confegida per Enric Ansesa, Jaume Faixò i els arquitectes J. Fuses i J. Viader.
- Casa Masó

La Casa Masó és la casa natal de Rafael Masó (1880–1935), una de les obres més importants de la seva arquitectura i l'única que està oberta al públic de les famoses cases del riu de Girona. La casa s'ha conservat amb el mobiliari i la decoració de l'època noucentista, i també ofereix unes vistes inèdites de la ciutat. La Casa Masó actual és el resultat de la successiva unió de quatre cases adquirides per la família des de mitjan segle xix i l'inici del XX, i el seu aspecte actual és semblant al que va tenir després de l'última intervenció de Rafael Masó, l'any 1919. A partir de 2006 la casa és propietat de l'Ajuntament de Girona i és gestionada per la Fundació Rafael Masó.
- La Farinera Teixidor

L'edifici de la Farinera Teixidor (1910-1911), obra de l'arquitecte gironí noucentista Rafael Masó i Valentí. Coneguda popularment com ''Casa de la Punxa'', en referència a l'element més contundent de l'edifici, la torre del xamfrà, va ser concebuda com un bloc de pisos de lloguer que formava part d'un conjunt de naus i dependències de la Farinera Teixidor. La torre amb coberta d'escates de ceràmica vidriada és una reminiscència modernista, estil superat a la resta de la construcció, que es caracteritza per la simplificació formal en el tractament de la façana. L'adquisició per a seu pròpia pel Col·legi d'Aparelladors, el 1979, va comportar la restauració de l'edifici.
- El Parc de la Devesa

El Parc de la Devesa de Girona, amb una superfície de gairebé 40 hectàrees, constitueix l'espai verd urbà més gran de la ciutat de Girona i un dels més grans de Catalunya. Es troba emmarcat pel riu Ter al nord, el Güell a l'oest, l'Onyar a l'est i el barri Güell-Devesa al sud. La major part del Parc està poblada per un conjunt monoespecífic d'uns 2.605 plàtans, si bé al seu interior s'hi troben també espais oberts i assolellats, espais adaptats a la pràctica d'activitats esportives, esplanades de sauló, un sistema de regs amb aigua permanent, jardins urbans, equipaments culturals de la ciutat i edificis amb usos administratius, com la Fira de Girona i l'Auditori-Palau de Congressos.
Una part molt important dels arbres de la Devesa es van plantar durant la dècada dels anys cinquanta del segle xix, i assoleixen en algun cas els 55 metres d'alçada. Els arbres de la Devesa tenen un caràcter singular, fins al punt de convertir el Parc no només en un referent per a la ciutat, sinó també en un Bé Cultural d'Interès Nacional (catalogat així segons Decret de 27 de setembre de 1943). Són especialment els plàtans que originen una estructura ortogonal els que doten de monumentalitat el Parc.
- La rambla de la Llibertat

Antiga espina dorsal de la Girona medieval, barroca i vuitcentista, és l'espai públic més concorregut i emblemàtic de Girona. Això no obstant, l'existència de la Rambla és força nova, atès que es va configurar el 1885 quan l'arquitecte municipal Martí Sureda unificà la plaça de les cols amb el carrer d'abeuradors i les voltes d'esparters, que feu enderrocar. Tot l'espai es convertí aleshores en un passeig arbrat amb til·lers i bancs que passà a anomenar-se Rambla de la Llibertat, en honor de l'arbre de la Llibertat que s'hi plantà el 1869, durant el sexenni democràtic. Encara que l'espai fou molt intervingut per Sureda, conservà una part de les porxades medievals i alguns dels palaus de la mateixa època. Això no obstant, la construcció d'immobles vuitcentistes fou força elevada i transformà en part el caràcter medieval de l'espai. Actualment la Rambla és l'eix d'entrada al Barri Vell per als turistes que arriben a la ciutat i un lloc de passeig per als gironins «de tota la vida», que mantenen els costums de comprar flors les floristeries ambulants que cada dissabte estableixen llur parada o «fer el vermut» en algun dels cafès de la Rambla.
- La Plaça de la Independència o de Sant Agustí

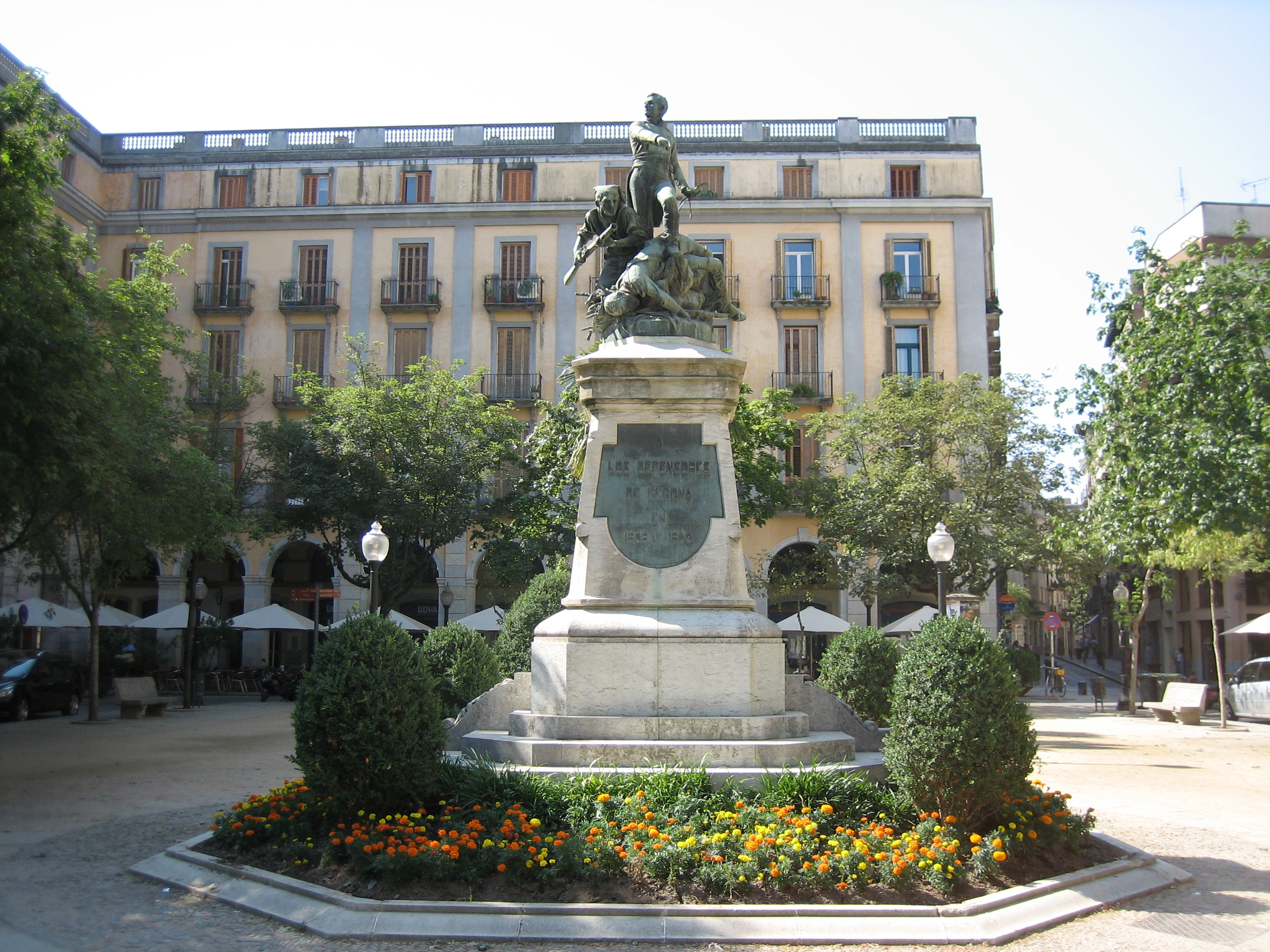
Escultura central de la plaça de la Independència

La plaça de la Independència –que fa referència a la guerra de la independència d'Espanya (vegeu Guerra del Francès) i no pas a una hipotètica independència de Catalunya– és una de les places més conegudes i freqüentades de Girona. Situada al barri del Mercadal, al centre de la ciutat, la plaça s'alça on hi hagué el convent de Sant Agustí. És per això que aquesta plaça també és coneguda amb el nom de plaça de Sant Agustí. L'interès d'aquesta plaça rau en el seu aire vuitcentista: tot l'espai es troba envoltat per edificis neoclàssics austeres i idèntiques, amb unes porxades als baixos, en un estil similar al de la plaça reial de Barcelona. Al centre de la plaça hi ha un dels pocs grups escultòrics vuitcentistes, dedicat als defensors de la ciutat de Girona durant els setges de 1808 i 1809. Amb tot, la plaça de proporcions simètriques i racionals de l'actualitat es correspon més a intervencions actuals, més que no pas a l'herència de propassades actuacions arquitectòniques. L'arquitecte municipal de Girona Martí Sureda fou el primer qui ideà una plaça closa i porxada amb voltes neoclàssiques i amb edificis que guardessin les mateixes proporcions i estètiques. Tanmateix, la urbanització de la zona solament seguí parcialment els seus esquemes i la construcció dels primers cinemes de la ciutat estroncà aquesta idea. No fou fins als anys 80 del segle xx que es pogué completar el que havia imaginat Martí Sureda el 1855. Doncs, aquest indret de gust noucentista i romàntic és una creació intemporal, d'un segle a un altre, que avui captiva habitants i visitants de Girona i que bull de vida gràcies a la progressiva instal·lació a l'espai de cafès i restaurants. Dins d'aquesta plaça s'hi troben negocis coneguts arreu per la seva història i antiguitat, com el Café Royal, el Cinema Albéniz i la Casa Marieta.
- Els ponts sobre l'Onyar

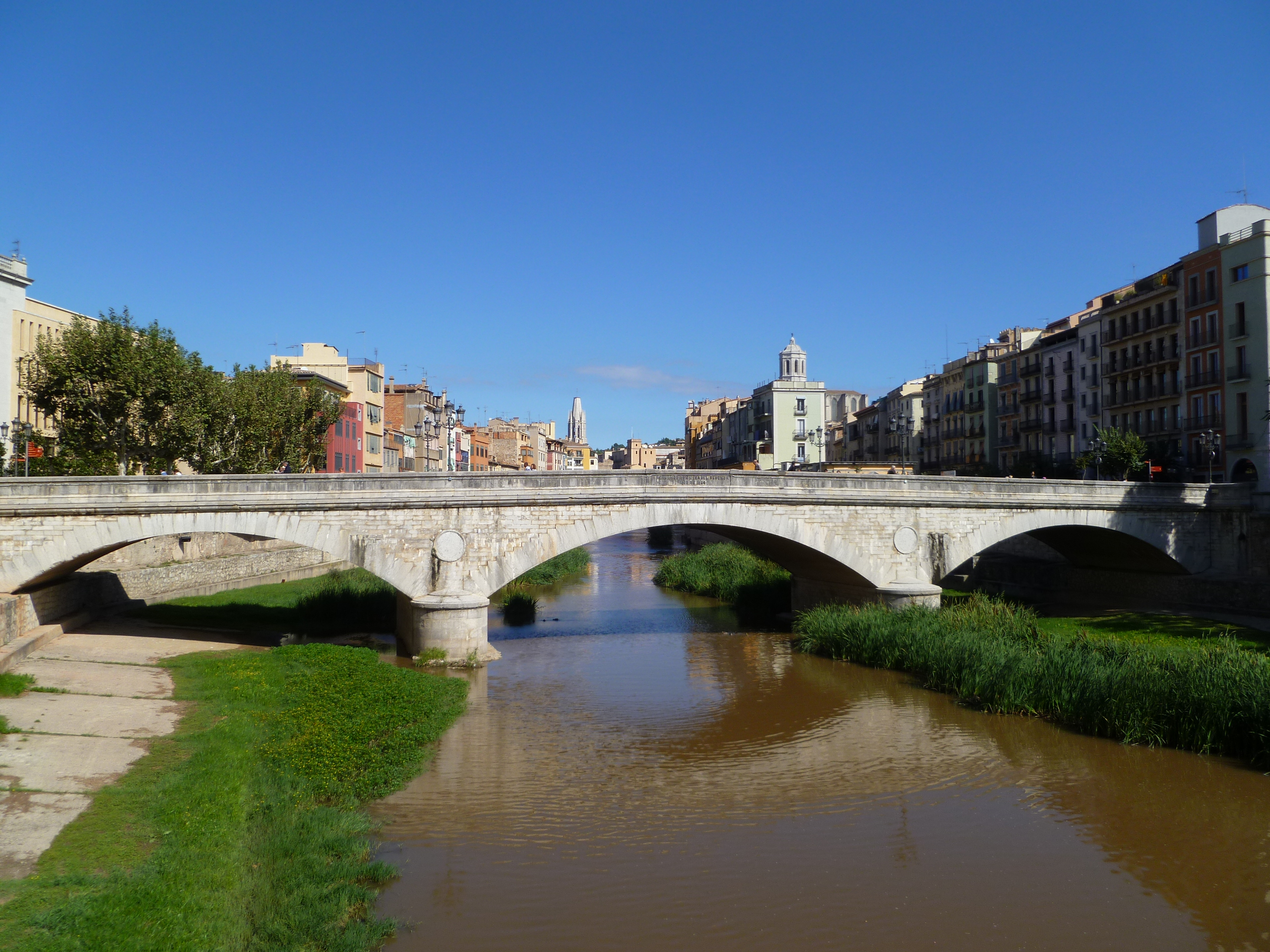
El pont de pedra

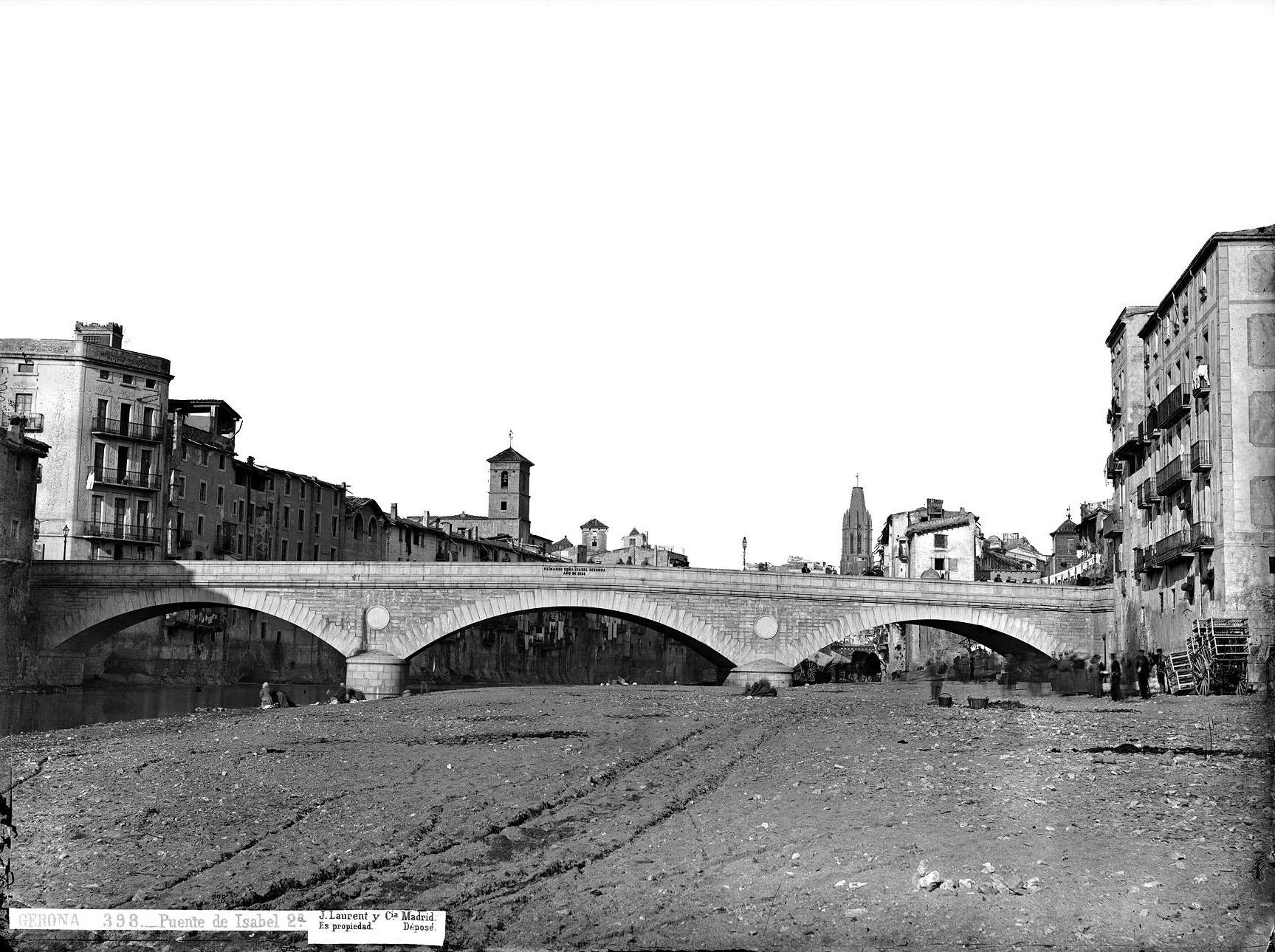
Vista del Pont de Pedra el 1866 o 1867.

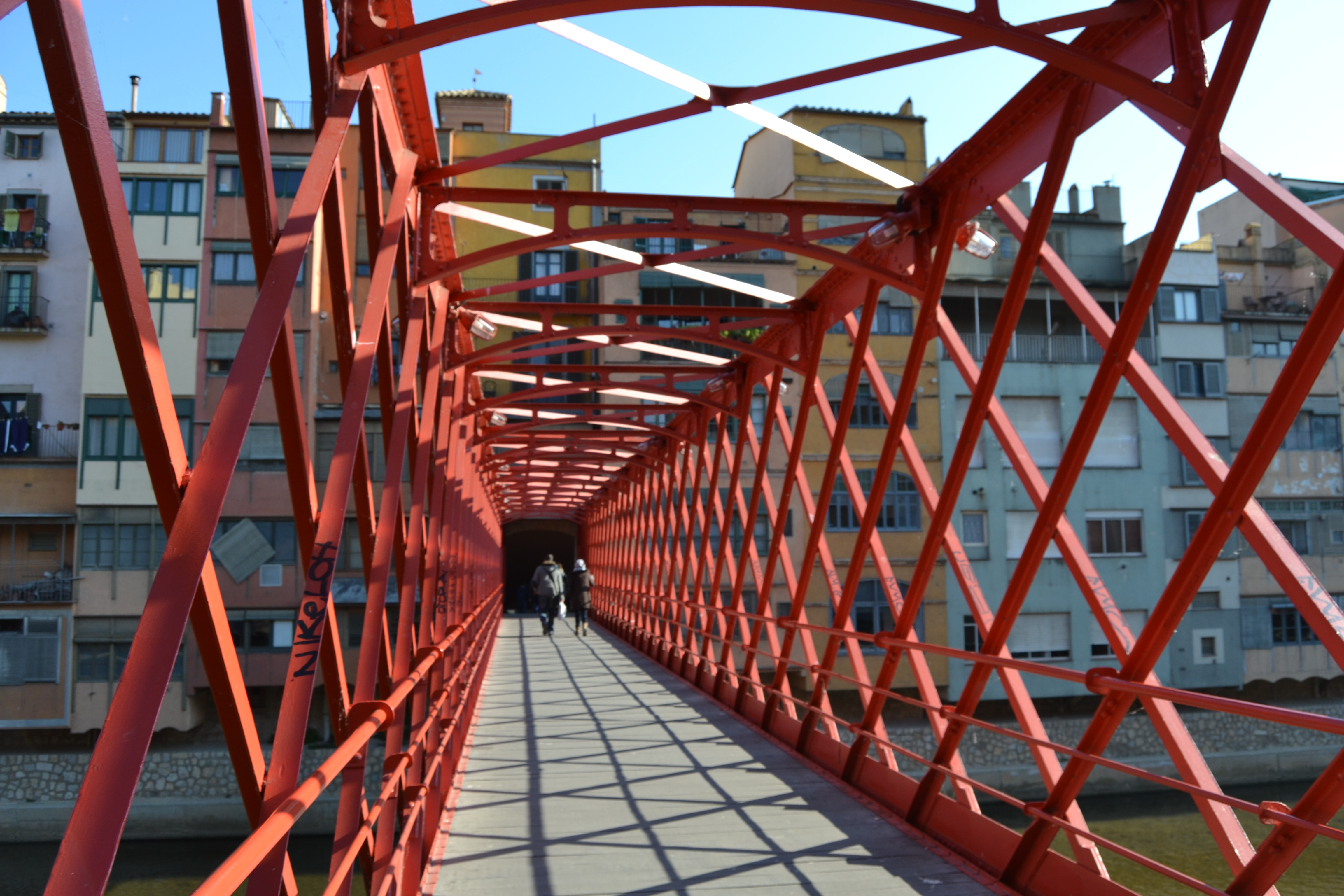
Pont de les Peixateries Velles o Pont Eiffel

Un dels principals problemes al llarg de la història de la ciutat ha estat la unió de les dues parts separades pel riu Onyar: la riba dreta (Barri Vell) i la riba esquerra (barri del Mercadal). És per això que els ponts han tingut un paper important en el desenvolupament de la ciutat. Actualment no roman cap dels ponts medievals que creuava l'Onyar i la majoria de les construccions són contemporànies. D'entre ells en destaquen: el Pont de Pedra, el Pont de Ferro i el pont d'en Gómez.
El Pont de Pedra (o d'Isabel Segona) data de 1856, i substituí el pont medieval de Sant Francesc (situat al costat del desaparegut convent dels frares franciscans), que unia els dos barris de la ciutat. El Pont de Pedra és molt representatiu de la ciutat, i va ser construït amb blocs de la típica pedra gironina, amb abundants fòssils de nummulits.
El Pont de Ferro (o Pont de les Peixateries Velles, o Pont d'Eiffel, en honor de Gustave Eiffel, l'empresa del qual construí el pont) es va inaugurar el 1877, segons la placa commemorativa, de ceràmica. Va substituir les antigues passeres de fusta construïdes per un fuster.
El Pont d'en Gómez (que pren el nom de la persona a qui expropiaren part de la seva casa per construir el pont) data de 1916, i és de formigó armat. Trencà amb l'estil dels ponts anteriors, amb una estructura esbelta, moderna i austera. Es va projectar el 1914, quan el formigó armat era l'última novetat constructiva.
El Pont de Sant Feliu (o de Sant Fèlix) data de 1995 i és el més nou de Girona. El pont comunica el passeig de Canalejas i el passeig de la Copa amb Sant Feliu, el carrer de Calderers i el carrer de la Barca.
El Pont o passera de l'Alferes Huarte comunica el carrer del Carme amb la plaça de Salvador Espriu molt a prop del mercat del Lleó. El pont o passera duu el nom de l'alferes Hermógenes Huarte Goría que va morir durant l'aiguat d'octubre de 1940 al pont de Can Vidal mentre ajudava els veïns de les zones properes que havien quedat atrapats per les riuades del Güell, l'Onyar i el Ter. Aquest pont o passera fou construït el 1971 i substitueix l'anterior que fou enderrocat el 1970 perquè es va considerar massa baix i perillós quan l'Onyar creixia.
Ben bé al costat del Pont de Sant Feliu hi ha el viaducte del ferrocarril, construït el 1876 i que representà l'arribada de la modernitat i el progrés a una Girona encara emmurallada.
El Pont de l'Areny és el que comunica la plaça del Mercat i el carrer del Carme a l'arrencada del carrer de la Rutlla. És un pont destinat principalment al trànsit de vehicles.
El Pont del Bisbe Lorenzana uneix el carrer del Carme a l'alçada del carrer de Vista Alegre amb al carrer de Bisbe Lorenzana. És un punt construït amb formigó destinat exclusivament a vianants.
El Pont de la Font del Reiuneix el carrer del Carme amb la plaça dels Països Catalans. És un pont destinat al trànsit de vehicles i bicicletes. Ben bé al costat hi ha la passera de la Font del Rei destinada als vianants.

## Transports

### Transport públic
Girona té 2 tipus de transport urbà: l'autobús i la Girocleta. També hi ha autobusos interurbans i trens interurbans que connecten la ciutat amb la resta de Catalunya i Europa.

#### Autobús
La ciutat de Girona té actualment l'autobús com un dels seus dos mitjans de transport públic,i el gestiona el consorci del transport metropolità. Aquest consorci s'encarrega de contractar les empreses perquè explotin les línies d'autobús. Les tretze línies d'autobús les exploten dues empreses: TMG i TEISA. Les principals parades d'autobús urbà són: la Jaume I amb el carrer Séquia; Ramon Folch; Plaça Catalunya i la Plaça Marquès de Camps.

#### Girocleta
La Girocleta és un servei públic de lloguer de bicicletes. Es va inaugurar 25 de setembre de 2009. La primera mitja hora de cada trajecte està inclosa en la tarifa d'abonat/ada. Passat aquest termini, es paga segons el temps d'utilització del servei, amb un període màxim de dues hores (per trajecte) per retornar la bicicleta a alguna de les estacions. Actualment consta de 14 estacions, amb dues noves estacions que entraran en funcionament el gener de 2016. La tarifa anual és de 30 € i el servei està obert tot l'any de 6 del matí a 1 de la nit.

### Port i aeroport
El municipi de Girona no disposa de cap accés o enclavament marítim i, en conseqüència, no té cap port dins el terme municipal. Ara bé, històricament Girona disposà de drets sobre el port de Sant Feliu de Guíxols, a 40 km de la ciutat. En època medieval, Girona aconseguí que es reconegués la seva jurisdicció sobre el port ganxó, la qual cosa suposà el control de tots els imposts que se'n derivaven i la garantia de l'ús en ple dret sobre un petit port al mar Mediterrani. Modernament, Girona no té cap dret sobre el port de Sant Feliu de Guíxols, que ha estat substituït en importància pel port de Palamós, que és la principal infraestructura portuària de la província de Girona, situada també a uns 40 km de la capital gironina.
La infraestructura aeroportuària que serveix la ciutat de Girona i la resta de la província és l'aeroport Girona—Costa Brava, situat al municipi de Vilobí d'Onyar, a 12 km de la ciutat. Després de la creació el 1967, l'aeroport ha passat d'ésser una infraestructura de segon ordre, de pocs vols domèstics i xàrter a ésser una infraestructura de primer ordre per l'arribada de les companyies aèries de baix cost el 2003. És per aquest motiu que l'aeroport Girona—Costa Brava ha deixat d'ésser un aeroport de la província de Girona, per convertir-se en un aeroport d'abast nacional i estatal important, que arribà a superar els 5 milions de passatgers el 2008 i el 2009. Hi operaren vols principalment de l'aerolínia Ryanair i altres aerolínies que connecten Girona amb la resta d'Europa. Actualment ha patit una davallada important, i ha passat a gestionar 2,5 milions de passatgers anuals.

### Ferrocarril

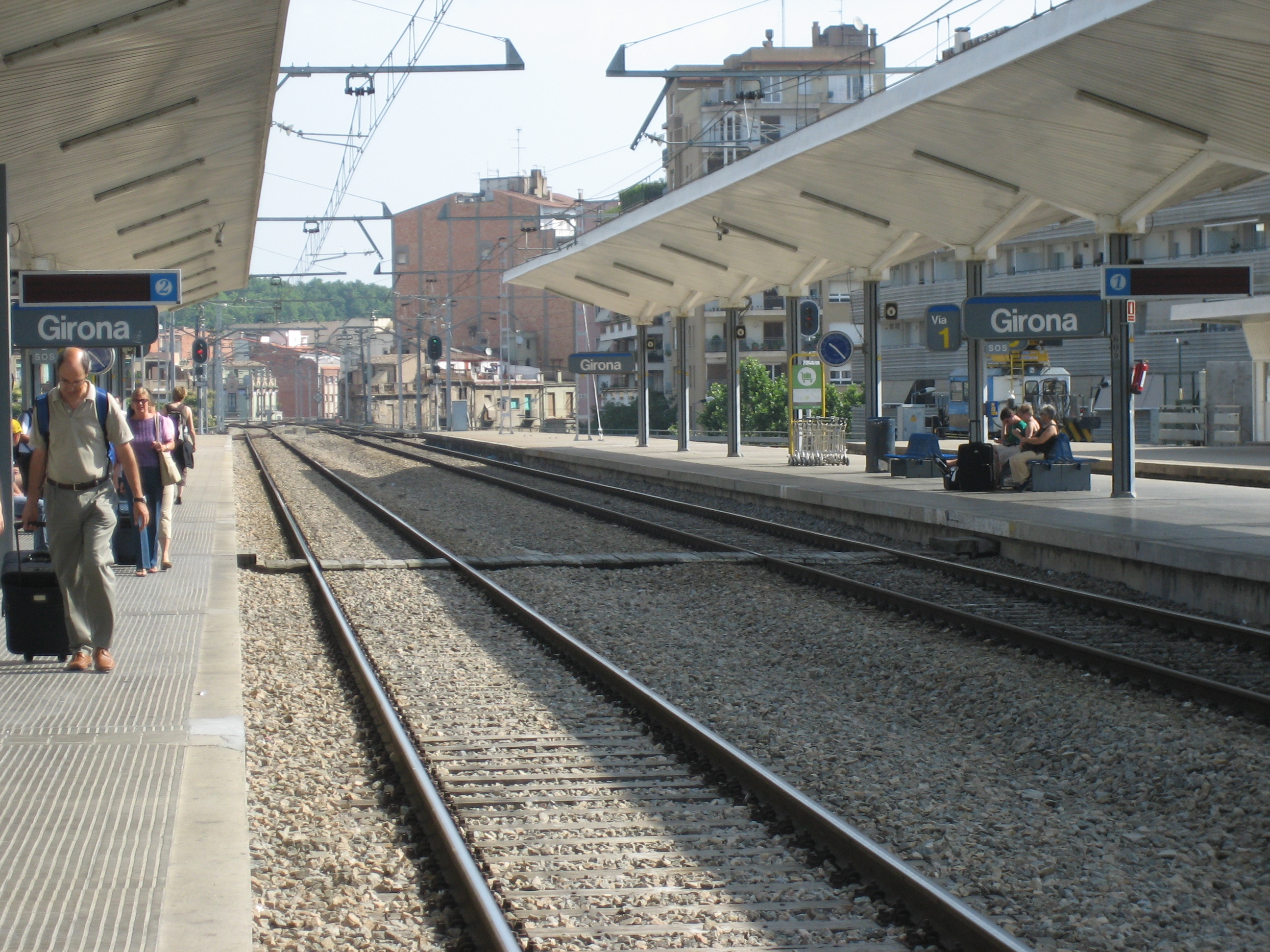
Estació de Girona

Girona disposa de dues estacions de ferrocarril d'ADIF connectada a la xarxa estatal de ferrocarrils amb ample de via de 1668 mm. Hi ha cinc tipus de trens que serveixen la ciutat: Els trens regionals, que uneixen Portbou, Girona, Maçanet i Figueres amb Barcelona amb parada a totes les estacions; els trens de Mitjana Distància, que uneixen les mateixes destinacions però només amb parades a Portbou, Figueres, Girona, Caldes de Malavella, Sils, Maçanet de la Selva, Sant Celoni i Barcelona; i els TAV o Trens d'Alta Velocitat, que uneixen Girona, per una banda, amb Barcelona, Tarragona, Lleida, Saragossa i Madrid, i per l'altra banda, amb Perpinyà, Montpeller, París, Zúric i Milà.
Les infraestructures ferroviàries circulen per Girona de dues maneres: els trens regionals, de mitjana distància i mercaderies mitjançant un viaducte que travessa la ciutat de nord a sud; i els trens d'alta velocitat, per un túnel que travessa la ciutat de nord a sud. El viaducte s'hauria d'haver enderrocat amb l'arribada de l'alta velocitat a la ciutat però l'Estat Espanyol només va construir el túnel per l'alta velocitat tot negant-se a fer-se càrrec del cost del tren convencional i de l'enderrocament del viaducte. La ciutat,que ha patit durant més de 8 anys les obres del TGV, està en ple procés per redefinir els usos que li donen el viaducte.
L'arribada de l'alta velocitat el gener de 2013 ha donat un gran servei a la ciutat, tant escurçant temps de viatge amb ciutats com Barcelona, a només 38 minuts, o París, a només 5 hores de viatge de la ciutat. A més, la ciutat n'ha tret profit potenciant les fires, congressos, festivals i esdeveniments com Temps de Flors.
Antigament, Girona era el centre de tres línies de tren regional de via estreta: el Ferrocarril econòmic de Sant Feliu de Guíxols (750 mm), el tramvia de Banyoles-Palamós (750 mm) i el Ferrocarril d'Olot (1000 mm). Totes elles foren suprimides per l'Estat franquista en contra de la voluntat popular que, malgrat la manca de llibertat, expressà el seu malestar en veure com el 1969 desapareixien les dues línies d'Olot i Sant Feliu de Guíxols. La competència dels automòbils i els autobusos va ser la principal causa del tancament, encara que amb la perspectiva actual tancar una línia de ferrocarril que buidi les carreteres, no es pensava el mateix als anys 60 del segle xx i la filosofia de «tot per l'automobil».

### Xarxa viària
Un gran nombre d'infraestructures viàries travessen el municipi de Girona, atès que és un lloc de pas obligat vers la Costa Brava centre des de l'interior, i vers la frontera amb França. Dins les carreteres de l'Estat, hi ha l'autopista de peatge AP-7, que és la via de gran capacitat que comunica Catalunya amb la frontera francesa, i l'A-2 (antiga N-II), que és una antiga carretera nacional d'Espanya que lentament s'està convertint en una autovia lliure de peatges. Aquesta via travessa el municipi de Girona pel paratge natural protegit de la Vall de Sant Daniel. La construcció d'aquesta infraestructura en una zona d'alt valor natural i paisatgístic generà vers els anys 1990 i 1992 una forta oposició popular contra el projecte. Les carreteres de la Generalitat de Catalunya que travessen Girona són la C-65, la C-66, la N-141 i, indirectament, la C-25. La C-65 uneix Girona amb la ciutat gironina costanera de Sant Feliu de Guíxols; la C-66 uneix Palafrugell i la Bisbal d'Empordà amb Girona, Banyoles i Besalú, on connecta amb l'autovia de l'Estat A-26; la N-141 uneix Girona amb Bescanó i Anglès, seguint el curs del riu Ter; finalment, la C-25, l'anomenat Eix transversal, uneix Girona, amb Santa Coloma de Farners, Vic, Manresa i Cervera, on enllaça amb l'autovia de l'Estat A-2. En un darrer terme, hi ha les carreteres provincials, mantingudes per la Diputació de Girona i que connecten petites poblacions amb la capital.
Sobre tota aquesta xarxa viària hi ha una xarxa d'autobusos metropolitans, regionals i nacionals que connecten Girona amb la resta de poblacions. Hi ha línies regulars que connecten Girona amb Sant Feliu de Guíxols, Palafrugell, Manresa, Santa Coloma de Farners, Olot, Lloret de Mar i totes les petites i mitjanes poblacions del recorregut. L'estació d'autobusos central d'on surten totes aquestes línies és al centre de Girona, al costat de l'estació ADIF de ferrocarril. Igualment, aquesta estació d'autobusos també s'usa com a parada dels autobusos urbans de la ciutat.

## Cultura i tradicions
- Festes de Sant Narcís o Fires de Girona

Les Fires de Girona se celebren durant la setmana del 29 d'octubre, el dia dedicat a Sant Narcís, patró de la ciutat. L'inici de les festes sol ésser amb una cercavila i la lectura del pregó des del balcó de l'ajuntament. El dia de Sant Narcís se celebra una solemne missa major dedicada al sant a l'església de Sant Feliu de Girona, on hi ha la capella del sant amb les suposades restes de les seves relíquies. També hi té lloc la diada castellera de Sant Narcís, la més destacada de la ciutat. Pel que fa a l'apartat més lúdic, el parc de la Devesa acull totes les atraccions per a infants i adults, i també les anomenades "Barraques" de fires a l'esplanada de La Copa, on es concentren els concerts musicals més potents. Des del 2013, els espais musicals s'han multiplicat, amb programació a la plaça de Sant Feliu, l'envelat de la plaça Miquel de Palol, l'Auditori de Girona, la plaça Calvet i Rubalcaba i la plaça del Vi. Les festes duren fins al diumenge següent a Sant Narcís, (el 2015 va ser l'1 de novembre) i tanquen amb un espectacular castell de focs, que des del 2013, va a càrrec del guanyador del Certamen Internacional de Focs d'Artifici de Blanes. Al llarg del temps, les festes de Sant Narcís s'han anat convertint en unes festes que abasten tots els municipis de les comarques baixes de la província de Girona, tot perdent el seu caràcter més urbà i tradicional, per explotar la natura més lúdica.
- Girona, Temps de Flors

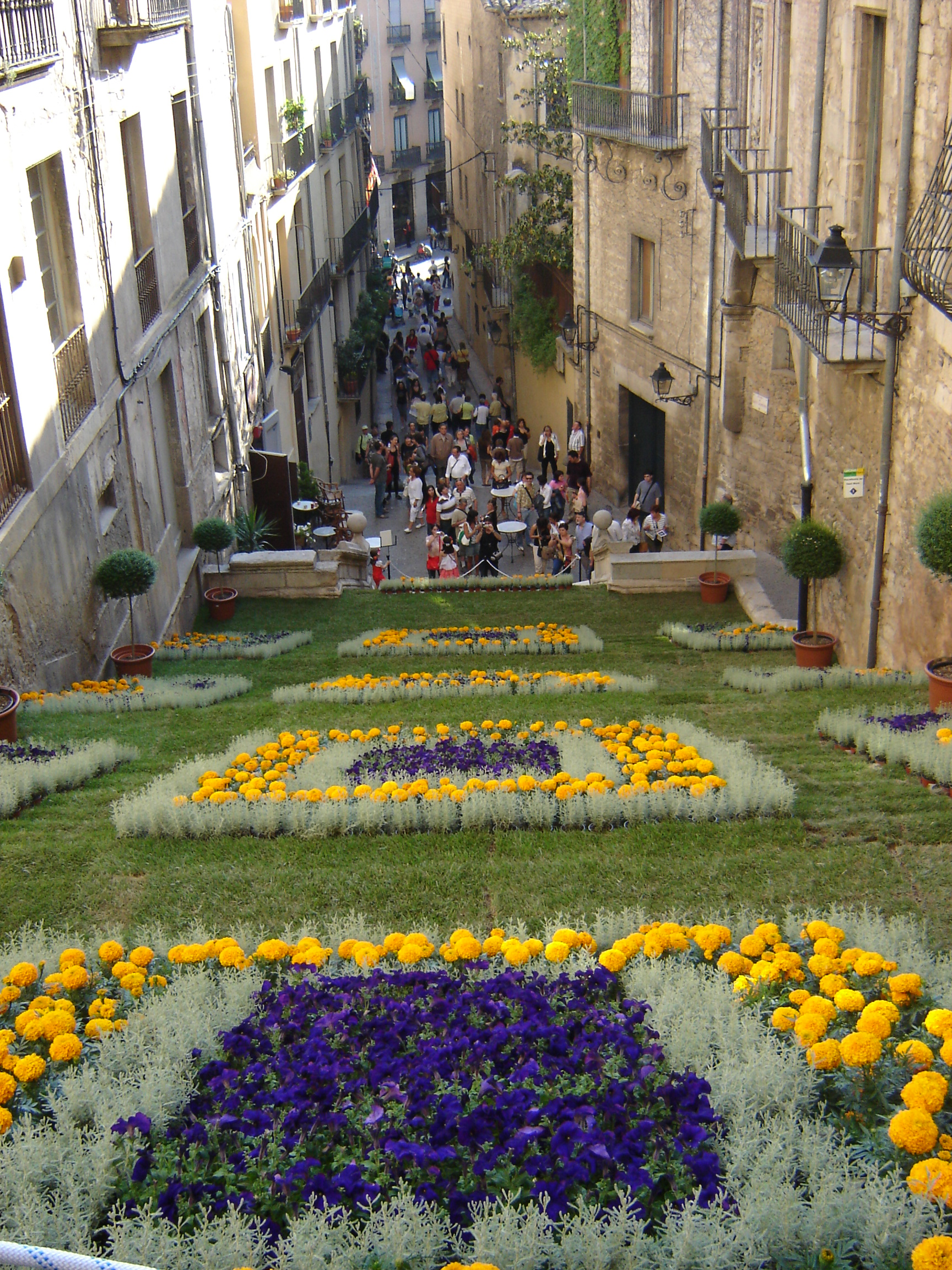
Girona, Temps de Flors: edició 2007, pujada de Sant Domènec

Aquest festival floral començà el 1955 com una simple exposició de flors a l'església de Sant Domènec de Girona, organitzada per la Sección Femenina de la FET i de les JONS. Al llarg dels anys la mostra anà evolucionant, fins que es convertí en una mostra de creacions florals a l'església esmentada. Vers mitjans dels anys 90 del segle xx, l'ajuntament decidí de convertir aquella mostra aïllada en un esdeveniment que abastés tota la ciutat. Els monuments de la ciutat s'engalanaren i es convencé els propietaris de patis particulars al Barri Vell perquè els obrissin durant la mostra. Així nasqué l'actual Girona, Temps de Flors, que ha deixat de ser una petita exposició de flors a convertir-se ne l'esdeveniment més important a la ciutat, aportant més de 200.000 visitants a l'última edició de 2015 i promovent la col·laboració i l'expansió a nivell nacional i internacional a ciutats com Madrid, Salisbury, Gent o Perpinyà. L'exposició floral, a més a més, ha passat de ser un esdeveniment purament floral i ja és considerat com a festival, amb multitud d'actes culturals arreu de la ciutat, com el Festival de Música A Cappella o el Dia Europeu de l'Òpera. El 2015, el festival va celebrar la seva 60a edició, amb 168 projectes florals repartits en 134 espais de la ciutat. La campanya de comunicació ha estat premiada recentment per ESIC amb el Premi Aster de Comunicació d'Empreses 2015.
- Setmana Santa

La Setmana Santa és el conjunt de celebracions que tenen lloc entre el divendres abans del Diumenge de Rams i Diumenge de Pasqua. A través d'aquest vast i ric conjunt de pràctiques festives –processons, escenificacions teatrals i altres activitats litúrgiques i rituals– la comunitat cristiana recorda i recrea els darrers moments de Jesucrist a la Terra, el que hom coneix com a la Passió, Mort i Resurrecció. La seva ubicació al calendari canvia cada any i oscil·la entre els mesos de març i abril, ja que la data de la Pasqua es fixa a partir de la primera lluna plena de primavera. El divendres sant, enmig d'un silenci absolut, transcorren les processons que representen dels últims moments de la vida de Jesús. A Girona es fa la Processó del Sant Enterrament on hi participen els Manaies de Girona i la Junta de Confraries de Girona
Gastronomia de Setmana Santa. En el passat, l'Església tenia imposada la pràctica del dejuni i l'abstinència estrictes entre els seus fidels. Es prohibia l'ús de certs productes (“tot el que és de la carn”) especialment en el període comprès entre Carnestoltes i Pasqua; es va incentivar la creació de plats cuinats exclusivament amb els productes permesos. Un d'aquests productes permesos era el bacallà. Aquest peix blanc, reconegut per les seves qualitats alimentàries i calòriques, és un bon substitut de la carn i s'ha convertit en un símbol del temps quaresmal. Un altre dels productes típics de la Quaresma són els bunyols. Els bunyols de Quaresma es fan tradicionalment els dimecres i divendres durant tot el període quaresmal, són dolços, sense forat al mig, força esponjosos i es consumeixen per postres. La Mona de Pasqua és un pastís que els padrins regalen als seus fillols i filloles el Dilluns de Pasqua. La tradició es deu al fet que en aquesta data se celebrava que el període de dejuni i abstinència de Quaresma s'havia acabat. I la manera més simbòlica de fer-ho era regalant un pastís a la mainada (resulta que el mot Mona prové de la paraula d'origen àrab munna, que vol dir regal). La Mona havia de tenir tants ous com anys tenia el nen o nena. Tradicionalment, les Mones no eren de xocolata, sinó que simplement eren un pastís amb ous durs per sobre. Juntament amb la Mona de Pasqua, el Tortell de Rams no falta en cap pastisseria per Setmana Santa. El Tortell de Rams es consumeix el Diumenge de Rams, tornant de l'ofici. El tortell té moltes variants, segons la pastisseria, però sempre amb un forat al mig i fet de massapà.
- Ciutat de Festivals

L'any 2013, l'Ajuntament de Girona va crear la marca «Girona, Ciutat de Festivals», una guia amb els principals festivals de la ciutat al llarg de l'any. D'aquella idea embrionària, nascuda per dotar la ciutat d'una programació estable i transversal al llarg de l'any, s'ha acabat derivant a una marca coneguda i reconeguda arreu del país i que és sinònim d'alguns dels millors festivals de Catalunya. Actualment, la marca està formada per 22 festivals: El Festival Pepe Sales, Ibercamera, Black Music Festival, MOT. Festival de Literatura, Festival Strenes, Festival In-Somni, A Cappella Festival, Temps de Flors, Inund'Art, Festivalot, Milestone Project, Ludivers. Festival de les Cultures de la Imaginació, Nits de Clàssica, Undàrius. Festival de Cultura Popular i Tradicional, Tempo sota les Estrelles, Festival Internacional de Mapping de Girona, Festival Internacional de Teatre Amateur de Girona (Fitag), Festival de Jazz, Festival de Cinema de Girona, Fires de Sant Narcís (Premi ARC a Millor Programació de Festa Major 2014), Acocollona't. Setmana de Cinema Fantàstic i de Terror i Temporada Alta. La marca Ciutat de Festivals, a més a més, ha provocat el naixement de nous escenaris a la ciutat, com el de la plaça Calvet i Rubalcaba, o espectacles únics durant el Girona 10, Temps de Flors, Sant Jordi, les Fires de Girona o esdeveniments com el retorn de Sopa de Cabra al terrat de l'Oficina Municipal de Turisme. A més a més, des del 2014, va estretament lligada al Club Girona Cultura, a partir del qual els seus socis poden gaudir d'espectacles únics.
- Girona, Districte Musical de Catalunya

El 2013, per primera vegada a la història, una ciutat que no era Barcelona acollia la Gala dels Premis Enderrock, en concret, el Teatre Municipal de Girona. Els Premis Enderrock – Premis de la Música Catalana s'atorguen des de la creació de la revista musical, ara fa vint anys, i s'entreguen en una gala festiva que aplega públic i sector musical des del 1999, quan es va instaurar a la barcelonina sala Bikini. El 2013, coincidint amb la quinzena edició, l'organització va apostar per la descentralització territorial, traslladant l'esdeveniment a Girona, que també aposta per ser una capital musical, fins com a mínim el 2016. La celebració dels Premsi Enderrock va evolucionar el 2015 amb la creació de "Girona, Districte Musical", un cap de setmana previ a la gala d'entrega de premis amb concerts especials dels protagonistes, entrevistes en obert, projecció de documentals i d'altres activitats culturals, estretament lligades amb la marca "Ciutat de Festivals" i "Club Girona Cultura".
- Girona 10[89]

Sota el nom de «Girona 10» l'Associació d'Hostaleria de Girona va endegar el 2013 un projecte per atraure visitants el cap de setmana del 14 i 15 de gener. L'oferta era una nit a una de les 1.000 places que oferien una trentena d'allotjaments a només 10 euros. Aquest també era el preu del menú de molts restaurants de la ciutat que es varen apuntar a la iniciativa, que es completava amb descomptes en comerços i entrades gratuïtes a equipaments culturals i museístics. D'aquesta primera edició, que va superar totes les expectatives fins al punt del col·lapse, va derivar al concepte d'un «Girona 10» que ja no significava "a 10 euros" sinó una "ciutat 10". Aquest canvi es va poder fer amb la plena col·laboració de les administracions públiques, que varen convertir el Girona 10 en un esdeveniment de ciutat amb desenes d'activitats i concerts arreu de la ciutat durant tot el cap de setmana. La reformulació de la iniciativa es va demostrar el 2015 com un encert amb totes les places hoteleres i restaurants ocupats, i la ciutat bullint de gent en una època que tradicionalment no hi havia res a fer i, per tant, restava totalment buida de turistes. Tant és així, que la idea ja s'ha copiat a diverses poblacions de la demarcació, també amb força èxit, i el repartiment de places i menús s'ha de fer amb sorteig (l'edició 2015 en directe per TV3) davant de l'alta demanda.
- Cinema

Per les seves característiques urbanístiques i patrimonials, la ciutat de Girona és molt utilitzada per a espots publicitaris, sessions fotogràfiques, sèries televisives i filmacions de metratge divers. Entre els llargmetratges rodats a Girona, destaca Soldados de Salamina (2002), de David Trueba; El Monje (2010), de Dominik Moll; El Perfum, història d'un assassí (2005), de Tom Tykwer; Tengo ganas de ti> (2012), de Fernando González Molina; Murieron por encima de sus posibilidades (2013), de Isaki Lacuesta; Dos a la carta (2014), de Robert Bellsolà. La ciutat també acull anualment desenes de rodatges per a espots publicitaris de tota mena i, el juny de 2015, es va a donar a conèixer arreu del món gràcies al rodatge de gran part de la sisena temporada de Game of Thrones. D'altra banda, la Girona Film Office organitza anualment el Concurs SmartFilms Girona, un concurs de curtmetratges de temàtica lliure rodats amb dispositius mòbils i que ofereix com a primer premi 1.000 €, el major import de l'Estat espanyol per un concurs d'aquestes característiques
- Llibre del Sindicat de Remença

El Llibre del Sindicat Remença de 1448 conté les actes de les reunions celebrades pels homes de remença, o serfs, de 912 parròquies de les diòcesis catalanes de Girona, Vic, Barcelona, Elna i Urgell per tal de nomenar els seus síndics o representants que havien de negociar l'abolició de la servitud dels mals usos davant del rei Alfons el Magnànim. Les reunions dels remences es van celebrar entre el 13 d'octubre de 1448 i el 10 de març de 1449 i van aplegar prop de 10.500 homes. Aquestes assemblees, autoritzades pel rei, havien de servir també per a recollir els diners necessaris per a sufragar el procés.
El juny de 2013 el Comitè Internacional del Programa Memòria del Món reunit a Gwangju (República de Corea) va acordar inscriure el Llibre del Sindicat Remença de 1448 al Registre Memòria del Món de la UNESCO. Ha estat el primer document català inclòs en el registre. La seva inscripció es fonamenta en el fet que les reclamacions dels remences, de les quals és testimoni el Llibre del Sindicat Remença de 1448, forçaren que per primera vegada a Europa s'abolís de forma oficial la servitud el 1486 mitjançant la sentència arbitral de Guadalupe. Amb aquesta acció, el document gironí esdevé el primer i únic de Catalunya a formar part del registre de la memòria mundial. Espanya té 4 obres en aquest registre universal, que consta de poc menys de 300 inscripcions d'arreu del món.

### Museus
- Entrada del Museu d'Història de Girona.Museu d'Història de Girona

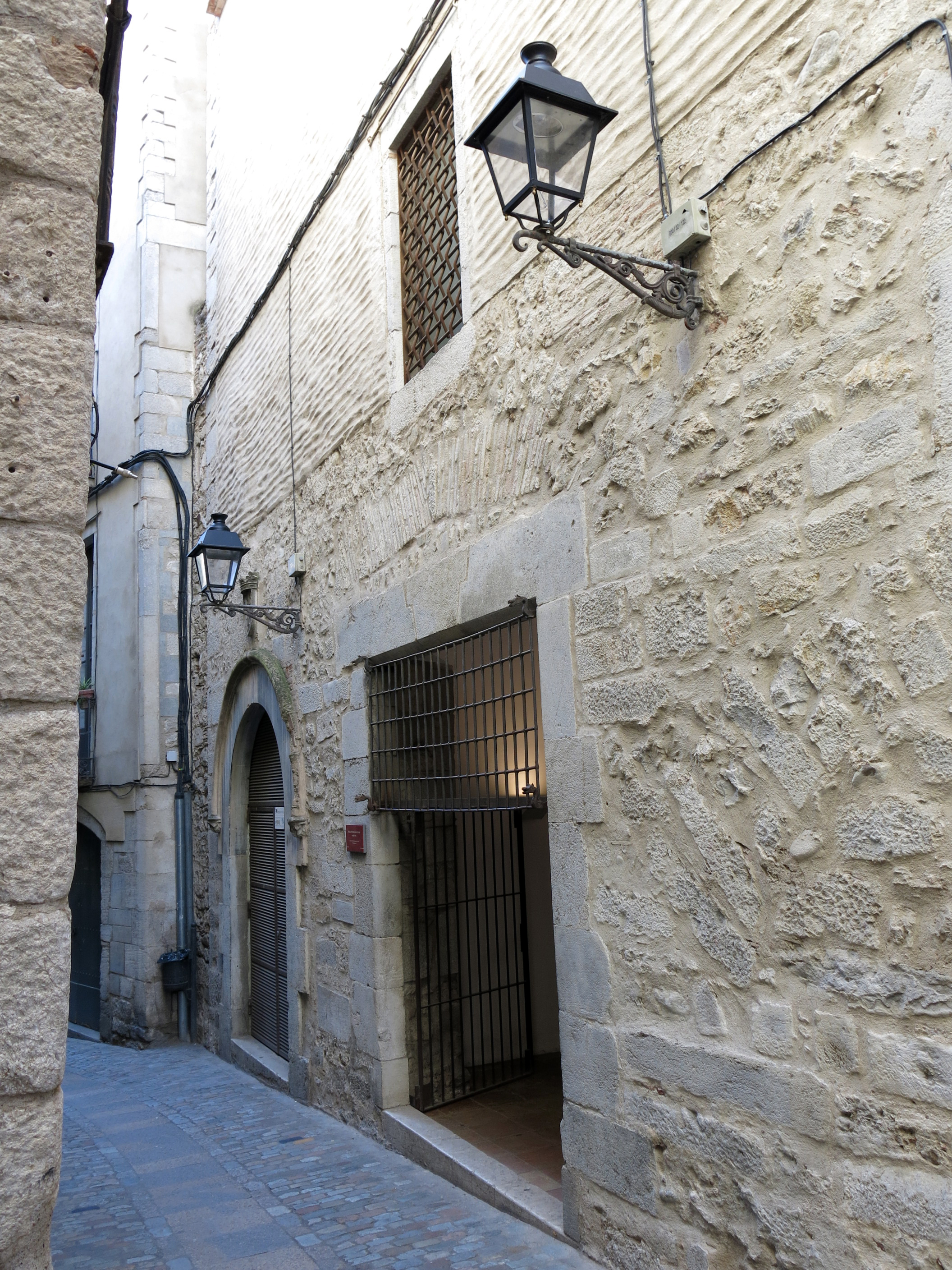
Entrada del Museu d'Història de Girona.

Situat al cor del Barri Vell, a l'antic convent dels Caputxins (segle xviii i posterior institut provincial (1845–1968), el museu repassa tota la història de la ciutat de Girona des dels primers pobladors prehistòrics, passant per l'esplendor medieval fins a arribar als nostres dies. En el museu hi trobareu un recorregut per la història de Girona, des de la fundació en època romana fins a la contemporaneïtat, en un recorregut cronològic per la Girona romana, la medieval, la moderna i la contemporània que es completa amb diversos àmbits de tradicions catalanes com el de la Faràndula,on trobareu la imatgeria festiva local i l'espai "La cobla i la sardana. Música i dansa a Girona". I igualment acull l'espai "la Girona industrial, ciutat pionera". El museu ofereix una programació variada d'activitats, i les exposicions temporals es duen a terme a diferents espais, dins del museu: la sala d'exposicions, la carbonera, la cisterna i el celler.
Els espais del museu estan configurats per l'edifici principal i per l'espai dedicat a la Guerra Civil, el refugi antiaeri del Jardí de la Infància, que forma part de la Xarxa d'Espais de Memòria Democràtics. I per una altra extensió, l'Agència Gómez, un establiment de bonic disseny modernista, que havia acollit un arxiu notarial, una oficina de banca i una notaria. L'edifici ha estat testimoni d'una trajectòria històrica singular. I és en si una autèntica meravella que val la pena descobrir. Al segle xv va ser un destacat casal gòtic propietat de la família Cartellà; més tard, cap al 1753, es va convertir en el convent de Sant Antoni, de frares caputxins. Conserva, en magnífic estat sorprenents espais de l'antic convent, com el cementiri o dessecador i la cisterna (interessant exemple d'aljub), el claustre i diverses sales impressionants. Al final del segle xix va esdevenir l'Institut d'Ensenyament Mitjà. I, finalment, des del 1981 acull el Museu d'Història de Girona.
- Museu Arqueològic de Girona

L'antiga església i l'antic convent de Sant Pere de Galligants allotgen les col·leccions de la secció gironina del Museu d'Arqueologia de Catalunya, abans anomenat Museu Provincial d'Antiguitats i Belles Arts. Emprats com a magatzem de les excavacions arqueològiques d'Empúries d'ençà del 1846, el museu provincial s'hi instal·là el 1857 i el 1992 es feu el projecte de modernització de les instal·lacions, ja com a secció del Museu d'Arqueologia de Catalunya. El museu acull tot el material arqueològic de temps prehistòrics i d'època antiga (ibèric, grec i romà) trobat a la província de Girona i que no fou enviat als magatzems de Barcelona, com és el cas de l'estàtua d'Esculapi d'Empúries. Hom hi pot trobar mil·liaris, làpides, mosaics i material d'ús quotidià. El museu també cobreix l'època medieval, amb conjunts d'epigrafia.
- Museu D'Art

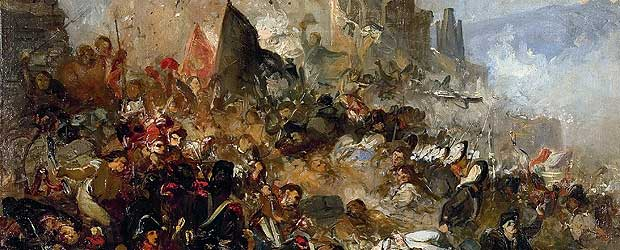
El setge de Girona de 1809 de Ramon Martí Alsina al Museu d'Art

Fundat el 1976, el museu se situa a l'antic palau episcopal de Girona, al costat de la catedral. El museu allotja col·leccions d'art de tots els períodes, des del romànic fins a l'època contemporània, amb obres de Ramon Martí Alsina o Joaquim Vayreda. El tipus de peces van de l'art sacre a les arts decoratives. Les principals col·leccions són les medievals, d'on en destaca l'ara del monestir empordanès de Sant Pere de Rodes.
- Museu Capitular-Tresor de la Catedral

Museu dedicat a les relíquies i objectes de valor acumulats pel capítol de la Catedral de Girona. Hom hi pot trobar col·leccions d'art sacre, objectes litúrgics i obres d'orfebreria. D'entre les seves peces destaquen el Beat de Lièbana, fet a Saragossa el 975, i el Tapís de la Creació, del segle xi o xii.
- Façana del Museu del Cinema de GironaMuseu del Cinema de Girona

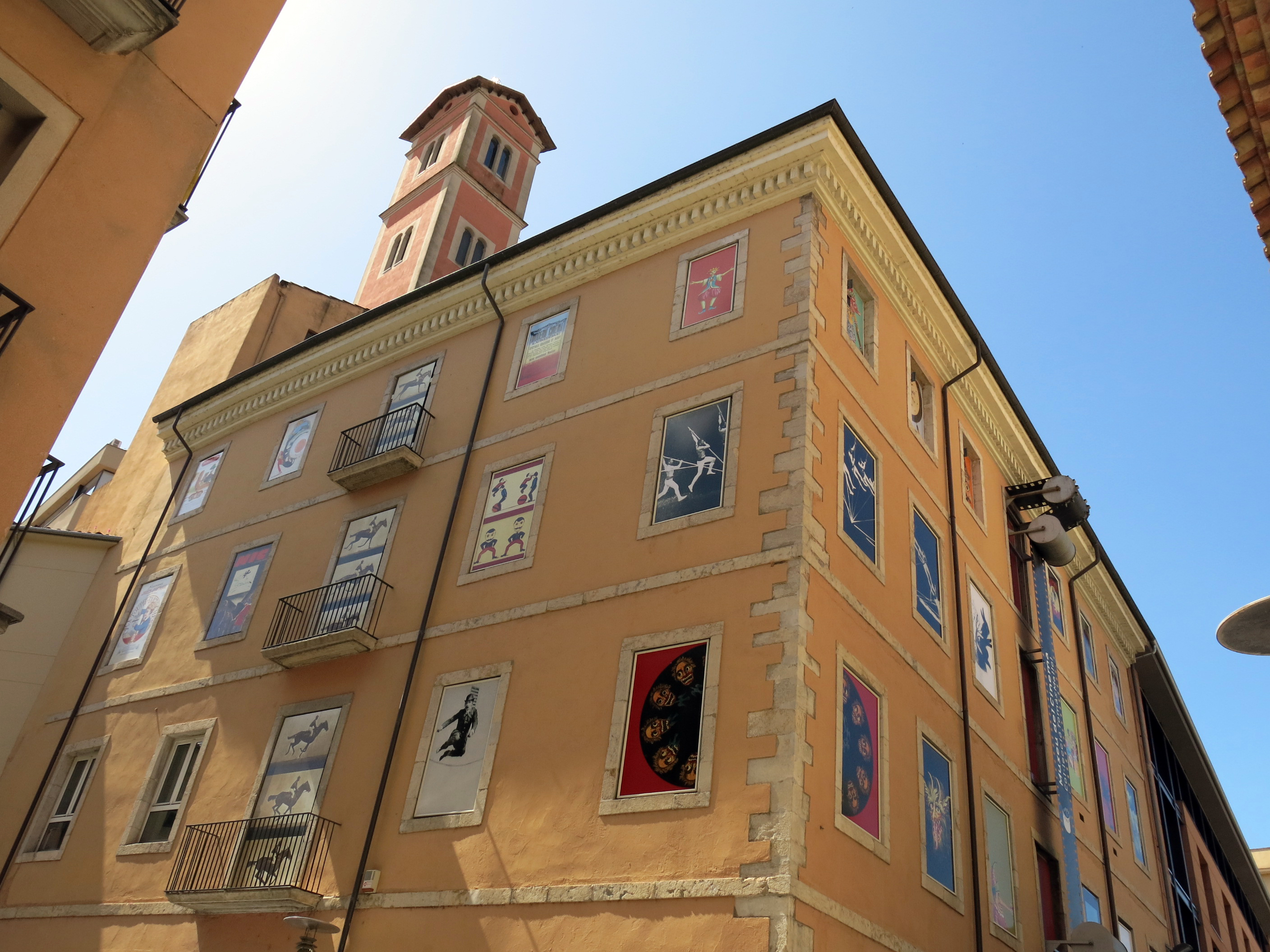
Façana del Museu del Cinema de Girona

Inaugurat el 1998, és un museu únic en la seva categoria. Creat a partir de la donació dels fons particulars del director de cinema català Tomàs Mallol, acull una gran varietat de material cinematogràfic, com màquines de projecció, bobines, material original de pel·lícules i un fons molt notable de cartells. El Museu del Cinema de Girona és un dels pocs museus del món on podràs fer un viatge a través de 500 anys d'història de les imatges, veient quins foren els antecedents i orígens del cinema, com a tècnica i com a espectacle visual, i conèixer els inicis del setè art fins a l'arribada de la televisió.
El seu principal objectiu ha estat recollir tots els elements que configuren la prehistòria del cinema i els seus primers anys d'existència per a posar-los a l'abast de tothom. Els objectes que s'hi poden veure expliquen com es representaven les imatges abans del cinema i quin va ser el procés tècnic que va desembocar en l'invent del cinematògraf el 1895.
- Museu d'Història dels Jueus

Situat al bell mig del Call de Girona i emmarcat en un entorn destacable, on al segle xv s'hi emplaçava la tercera sinagoga de la que en tenim notícia, trobem el Museu d'Història dels Jueus, Patronat Call de Girona. A través de diversos objectes trobats en excavacions arqueològiques realitzades al barri i d'altres procedents de donacions de col·leccions privades, el Museu d'Història dels Jueus explica i documenta la vida de la comunitat jueva gironina durant l'Època medieval, concretament del segle xi al progrom de 1391, fins a l'expulsió de 1492. Cal destacar que el Museu exposa una de les col·leccions de làpides hebrees més importants de la península Ibèrica i d'Europa procedents del cementiri jueu de Girona a Montjuïc.
- Menjador de la Casa MasóFundació Rafael Masó

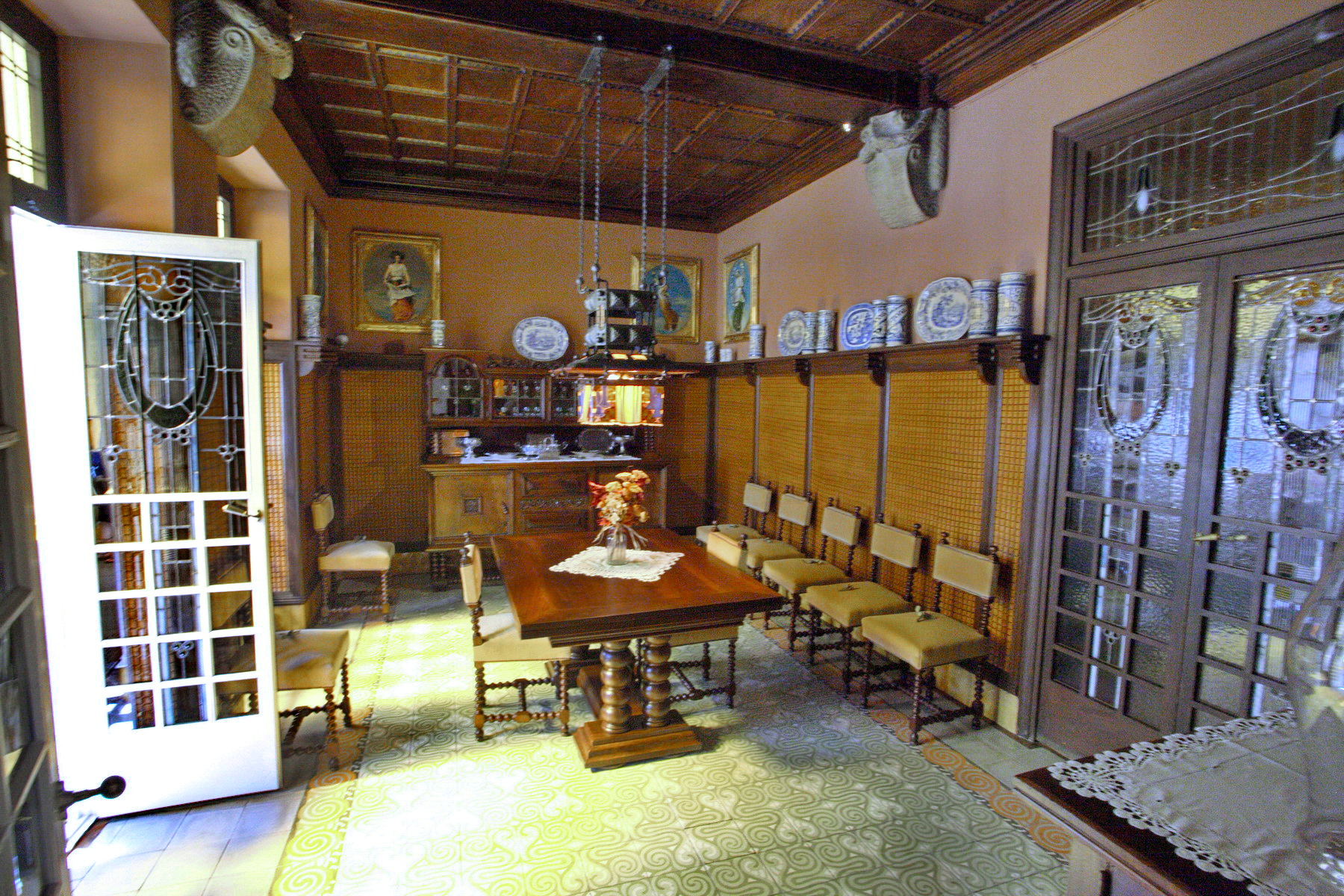
Menjador de la Casa Masó

La Casa Masó és la casa natal de Rafael Masó (1880–1935), una de les obres més importants de la seva arquitectura i l'única que està oberta al públic de les famoses cases del riu de Girona. La casa s'ha conservat amb el mobiliari i la decoració de l'època noucentista, i també ofereix unes vistes inèdites de la ciutat.
La casa és també la seu de la Fundació Rafael Masó, un centre que promou l'estudi, preservació i difusió de l'obra de Masó i del Noucentisme català, i fomenta la conscienciació sobre la importància de l'arquitectura i l'urbanisme per a la societat i les persones. Per això organitza exposicions, publicacions, i activitats educatives per a tots els públics. La casa només es visita en grups reduïts i s'aconsella fer una reserva prèvia.
- Museu d'Arqueologia de Catalunya (MAC) Arxivat 2012-11-17 a Wayback Machine.

Situat a l'antic monestir de Sant Pere de Galligants, joia del romànic català, hi podreu conèixer la història més antiga de l'home en les comarques gironines, des de la prehistòria fins a l'època medieval. Té el seu origen en el Museu Provincial d'Antiguitats i Belles Arts, fundat el 1846 per la Comissió Provincial de Monuments, i és per tant, un dels més antics de Catalunya. Entre el 1846 i el 1857 el museu va tenir diverses ubicacions, fins que el 1857 es va instal·lar al monestir de Sant Pere de Galligants, lloc en el que ha romàs fins ara i que li ha donat el nom amb què és conegut tradicionalment.
Els primers materials arqueològics que hi van ingressar eren procedents en bona part d'Empúries, d'excavacions fetes per la Comissió de Monuments el 1846. També s'hi van dipositar làpides i escultures romanes de Gerunda, trobades a les obres que es realitzaven aleshores a la ciutat, que s'anava recuperant dels danys ocasionats per la Guerra de la Independència. Altres col·leccions ingressades en bona part durant la segona meitat del segle xix van ser els conjunts d'epigrafia medieval de la mateixa ciutat de Girona. A banda de les col·leccions arqueològiques que custodia des dels anys trenta, en funció de la seva consideració de "provincial", també va fomar col·leccions d'art com a Museu de Belles Arts, fins que van ser segregades l'any 1976, amb motiu de la creació del Museu d'Art de Girona, quedant el museu de Galligants especialitzat de manera exclusiva en prehistòria i arqueologia. L'edifici en què es troba és una de les més notables mostres del romànic català del segle xii. No es coneix la data de fundació del monestir, però està documentat des de la darreria del segle x. El 1836 va ser abandonat per la comunitat de monjos benedictins, en aplicació de les lleis desamortitzadores. L'actual museu ocupa el claustre i l'església romànics, i un sobreclaustre construït a la segona meitat del segle xix. Des de 1992 forma part del Museu d'Arqueologia de Catalunya.
- Museu d'Art Modern i Contemporani de Girona

El futur Museu d'Art Modern i Contemporani es va començar a gestar l'any 2014 a partir de la compra per l'ajuntament de Girona, de la col·lecció d'art Santos Torroella. El futur museu s'ubicarà a la Casa Pastors, situada al cor del Barri Vell, als peus de la catedral de Girona, que fins al 2012 havia acollit l'Audiència Provincial. Amb la construcció del nou Palau de Justícia l'edifici va quedar desocupat i, amb el nou projecte sobre la taula, el govern de la Generalitat de Catalunya el va cedir el 8 de juny de 2015 al consistori per tal d'ubicar-hi el nou museu. Tot i no estar obert al públic, aquest espai ja ha obert les portes un parell d'ocasions per acollir l'exposició Color Latent d'artistes gironins i també d'Enric Marquès amb motiu de Girona Temps de Flors. El juny de 2014, l'Ajuntament de Girona ja va encarregar a l'actual director de la Fundació Rafael Masó, Jordi Falgàs, la direcció del projecte per museïtzar la Casa Pastors i convertir-la en el museu d'art modern i contemporani de la ciutat. Falgàs, que és historiador de l'art, incidirà en el disseny dels espais durant la remodelació arquitectònica, decidirà com fer compatible l'espai entre l'exhibició del fons Santos Torroella i d'altres exposicions temporals que es volen organitzar (tant públiques com privades) i també redactarà el pla estratègic i el pla de comunicació.

### Teatres i auditoris
- Interior del Teatre Municipal de GironaTeatre Municipal de Girona

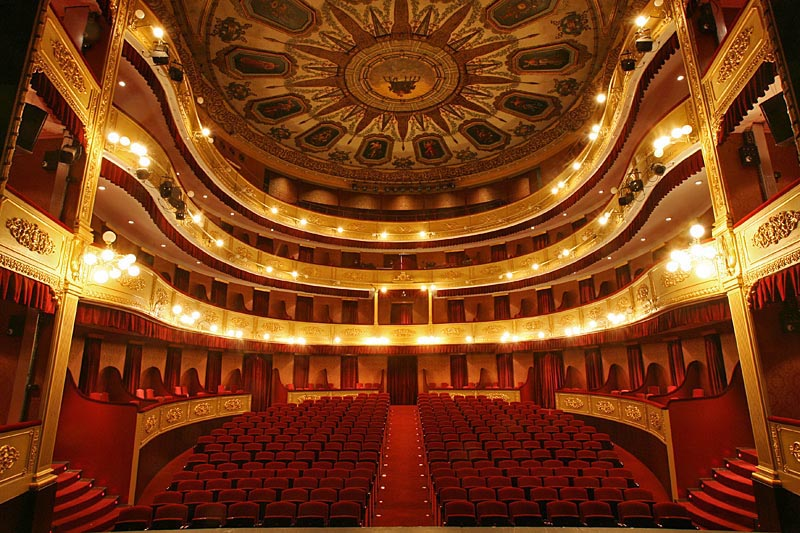
Interior del Teatre Municipal de Girona

El primer teatre municipal de la ciutat apareix documentat el 1769, quan l'ajuntament de Girona decidí d'emprar el Pallol com a teatro de comedias. Es tractava d'un local de mida reduïda per al tipus d'ús que se li volia donar, a part d'ésser molt fàcilment inflamable i perillós. Amb unes instal·lacions tan inadequades, l'ajuntament emprengué la reforma integral del teatre, per la qual cosa enderrocà el Pallol i començà a edificar entre 1857 i 1860 un modern teatre segons el disseny de l'arquitecte municipal Martí Sureda. El nou teatre, en forma de ferradura i amb una gran caixa escènica, seguia els patrons dels teatres isabelins que en aquell moment apareixien arreu d'Espanya. Fins al 1900, la sarsuela i l'òpera italiana dominaren l'escena del teatre, tal com a la resta de teatres provincials espanyols.
A partir de 1900 aquest monopoli es trencà i es programaren òperes wagnerianes d'escàs o nul èxit. L'augment de les companyies catalanes, la consolidació de la sarsuela i l'auge del teatre d'Àngel Guimerà, Serafí Pitarra, Echegaray i Benavente marcaren el període fins al 1936, any en el qual el teatre deixà d'ésser privat i se socialitzà per la CNT. La programació canvià radicalment i es representaren obres de caràcter pedagògic, socialista, anarquista, i que enaltien la revolució. Amb la victòria franquista, el teatre passà a mans de l'ajuntament (que posava a subhasta la gestió), i recuperà l'antiga programació. Durant l'època compresa entre 1955 i 1975 l'activitat teatral fou molt baixa i de mala qualitat, atès que l'ajuntament, en assumir la gestió directa, preferí de tenir tancat la sala, per la qual cosa els grups intel·lectuals de l'època propers al setmanari gironí Presència ho anomenaren els anys grisos. Dins aquest grup, s'emprengué una renovació teatral de la mà de Joan Ribas i Feixas i el grup Proscènium. A partir de 1975, el teatre recuperà l'activitat perduda i ha canviat substancialment la línia que tradicionalment ha seguit. Les sarsueles, operetes i òperes han perdut el seu espai a la sala i el teatre –predominantment en català–, clàssic i modern, ha ocupat tot el programa. Actualment, el teatre municipal es troba de nou en plena activitat després de passar per un llarg procés de renovació que va durar des del 1999 fins al 2006.
- Interior de la Sala Montsalvatge de l'Auditori de GironaAuditori de Girona

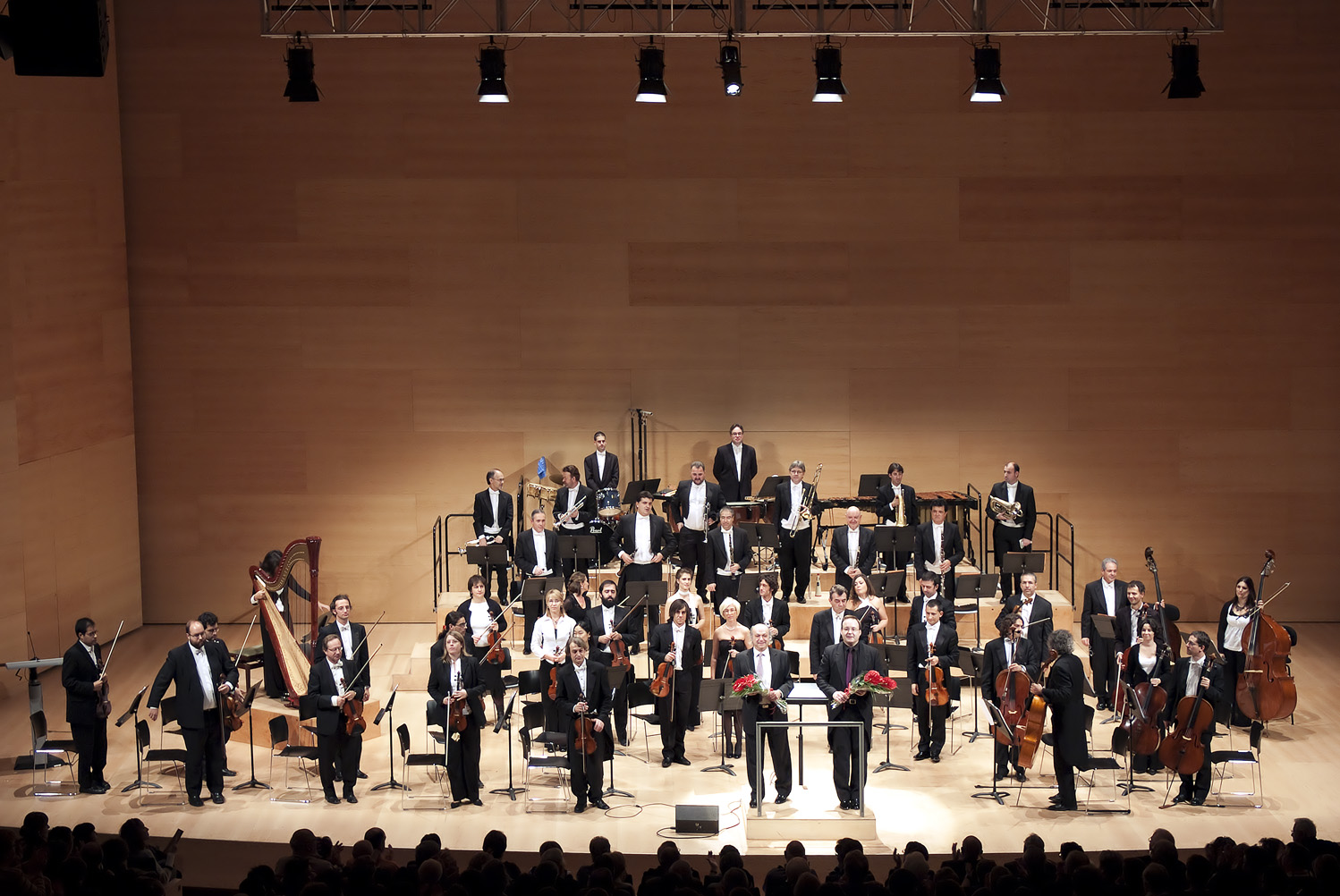
Interior de la Sala Montsalvatge de l'Auditori de Girona

El mes de maig de 2006 va obrir les portes l'Auditori de Girona. Des del primer moment s'ha volgut convertir en un referent de l'activitat musical, no només a la ciutat de Girona, sinó a nivell català. L'Auditori de Girona té una programació amb personalitat pròpia, que la conformen tres eixos bàsics: l'excel·lència i la qualitat de les seves temporades, la internacionalitat, a través dels noms més destacats en el panorama musical internacional, i la catalanitat, a través amb el treball conjunt amb agents de casa nostra, promoció dels artistes locals i programació dels compositors del nostre país.
Al costat de la programació estable, que consta de dues temporades estables de concerts –de gener a juny i de setembre a desembre– i un cicle de concerts al mes de juliol, el Nits de Clàssica, l'Auditori vol esdevenir un centre dinamitzador i impulsor de projectes, capaç d'aglutinar els diferents agents musicals de la ciutat i de donar resposta a les necessitats que plantegen.
- Auditori de La Mercè Arxivat 2015-11-26 a Wayback Machine.

L'Auditori de la Mercè es troba a església annexa a l'antic convent de la Mercè construït al segle xiv i que actualment hi ha el Centre Cultural La Mercè. Escena Plural és el nom que rep la programació d'espectacles innovadors, contemporanis, pluridisciplinars… en l'àmbit de les arts escèniques i per a tots els públics que es porta a terme a l'Auditori de La Mercè. Alguns dels espectacles són presentacions públiques de residències creatives realitzades al centre que aprofiten l'oportunitat per estrenar. Escena Plural també acull propostes dels agents culturals de la geografia gironina, ja siguin espectacles o festivals.
- Teatre del Centre Cívic de Sant Narcís Arxivat 2015-11-26 a Wayback Machine.

El remodelat teatre – sala polivalent del centre cívic de Sant Narcís es va inaugurar l'any 2010. Es tracta d'una sala amb l'equipament tècnic complet, amb una molt bona acústica, amb una grada retràctil per a unes 150 persones.
- Sala La Planeta

Sala independent de teatre que forma part del Sistema Metropolità de Teatres i Auditoris. Es va crear l'any 1987 a l'edifici que havia estat durant molts anys l'estació i garatge de la companyia d'autobusos de la Sarfa, al Passeig Canalejas número 3 de la ciutat de Girona. La gestió d'aquest equipament cultural d'iniciativa privada ha estat, des del seu naixement, a càrrec de l'associació grup Proscenium, una formació degana del teatre independent gironí, dirigida per Joan Ribas, que governa i coordina les activitats que es porten a terme a La Planeta.
- Sunset Jazz Club Arxivat 2015-11-26 a Wayback Machine.

El Sunset Jazz Club és un local situat al centre històric de Girona (Barri Vell) que durant els darrers catorze anys ha centrat el seu esforç a oferir les millors actuacions en directe de la ciutat, d'artistes nacionals i internacionals del més alt nivell. Com a perfecte complement a la música en viu el Sunset ofereix una selecció de la millor cocteleria internacional i de creació pròpia, així com una àmplia carta de whiskys irlandesos i escocesos. És també reconeguda la nostra col·lecció de ginebres i vodkes, amb les millors tòniques del mercat.

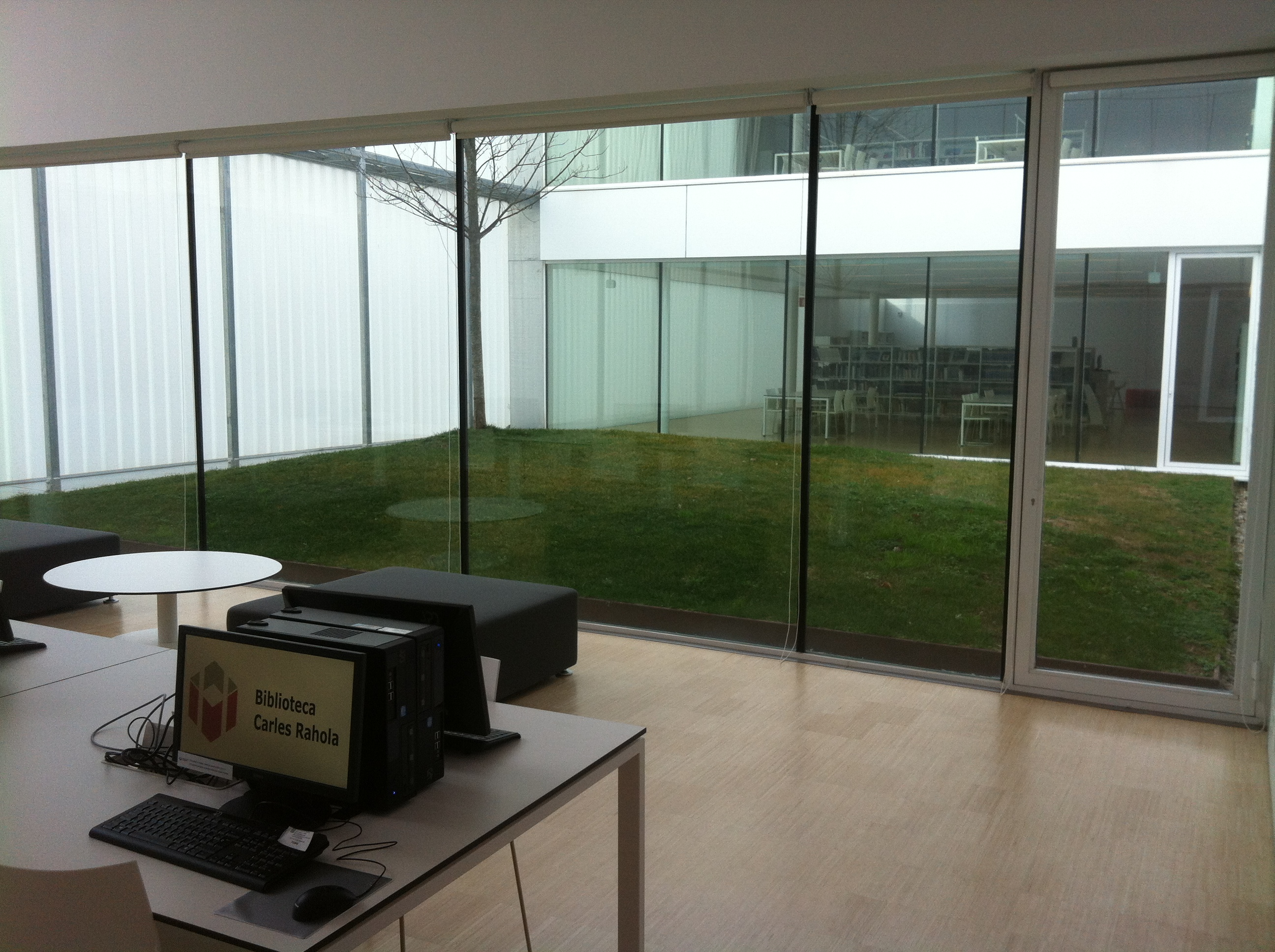
Interior de la Biblioteca Carles Rahola

### Biblioteques[108]
La ciutat de Girona disposa d'una xarxa de biblioteques molt complet repartida per la ciutat: la Biblioteca Antònia Adroher, la biblioteca de l'Arxiu Històric de Girona, la Biblioteca del Col·legi d'Arquitectes de Catalunya, la Biblioteca Ernest Lluch, la Biblioteca escolar Montfollet, la Biblioteca Just M. Casero, la Biblioteca Pública de Girona Carles Rahola i la Biblioteca Salvador Allende. El servei es complementa amb dos punts de lectura a Sant Narcís i el de Torre Gironella. Cal destacar que la Biblioteca Pública de Girona Carles Rahola, inaugurada el 23 de desembre de 2014 i dissenyada pels arquitectes Mario Corea, Luis Morán i Sebastián Guerrico, és actualment la biblioteca pública més gran de Catalunya.

### Palau de Congressos
El Palau de Congressos de Girona representa la nova generació de centres de congressos del segle XXI. Polivalència, harmonia, racionalitat, elegància, comoditat, tradició i modernitat són alguns dels adjectius que millor el defineixen. En poc temps s'ha consolidat com un equipament cultural i de negocis de primera magnitud i ja és una part imprescindible de la ciutat de Girona. Inaugurat l'any 2006, acull la celebració de tota mena de congressos, convencions, reunions, jornades, fires i exposicions.
L'edifici ocupa una superfície de 10.000 m² a l'extrem oest del parc de la Devesa, un espai verd protegit al centre de Girona. Està ubicat a 10 minuts a peu del centre històric i de l'estació de tren (TAV), oferint una situació immillorable i facilitant els desplaçaments dels assistents. L'interior del Palau de Congressos de Girona disposa de 3 auditoris amb una capacitat total de 1.800 persones i 13 sales paral·leles dotades de la més avançada tecnologia i llum natural. L'edifici es complementa amb el vestíbul, la sala d'Exposicions i la terrassa, espais ideals per a exposicions i zona de restauració.
Els anys d'experiència en activitats congressuals i jornades d'èxit d'àmbit nacional i internacional avalen el Palau de Congressos de Girona. Nombroses societats i empreses dels sectors mèdic, gastronòmic i empresarial han tingut un pes important en el seu desenvolupament. La multifuncionalitat dels espais i la capacitat de les sales permeten oferir una gran versatilitat per acollir tot tipus d'actes. Alguns dels congressos que s'hi celebren: X Conferencias de Patrocinio InfinitC, Fòrum Impulsa, Fòrum Connecta, European Cultural Parliament o el Fòrum Gastronòmic.

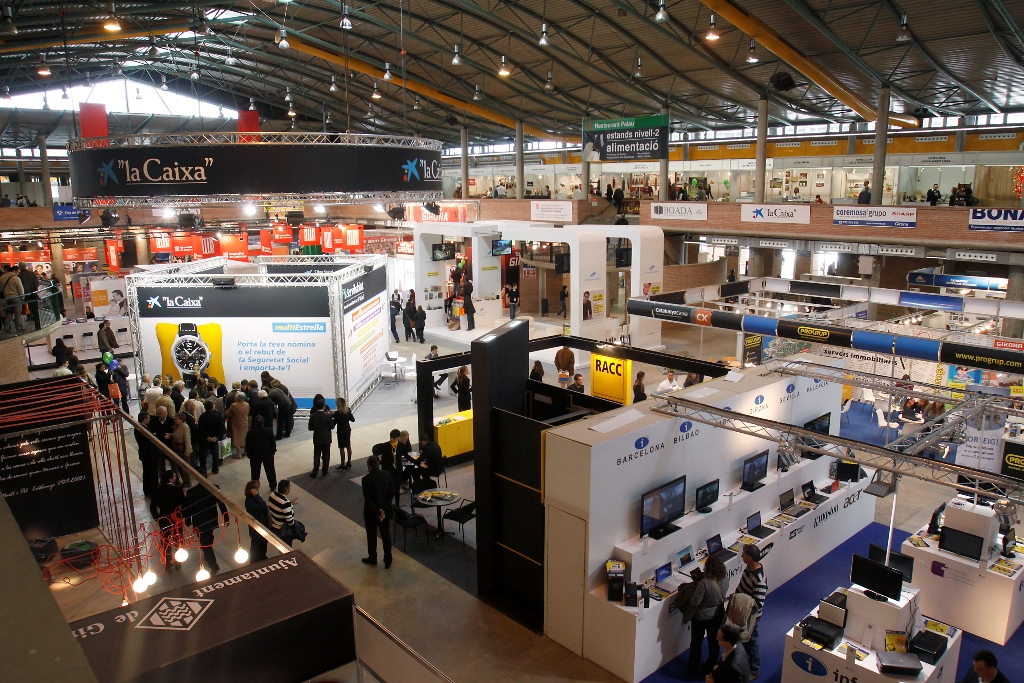
Interior de la Fira de Girona

### Fira de Girona
La Fira de Girona està situada al costat del Palau de Congressos de Girona, a la Devesa. Aquest fet provoca que molts actes de gran format es puguin realitzar complementàriament entre els dos equipaments, tot i que normalment cadascun té la seva pròpia programació. La Fira de Girona ha acollit grans esdeveniments al llarg de la història, com l'Equus Catalonia, el Fòrum Gastronòmic, el Girona Bike World, la Fira EcoSí, l'ExpoJove, la FiraRebaixa, el FiraTast o càstings com el de la sisena temporada de Game of Thrones.

### Universitat de Girona
La Universitat de Girona (també coneguda per les seves sigles UdG) és una universitat pública catalana amb seu principal a la ciutat de Girona. Va ser fundada oficialment el 1991, tot i que els seus orígens es remunten a l'Estudi General, un ens creat el 1446 per Alfons el Magnànim. La universitat està formada per tres campus –els més importants, el de Montilivi i el del Barri Vell–, a part del Parc Científic i Tecnològic. Acull 15.124 estudiants (curs 2013-14) i té 1.200 professors (dades del curs 2009-2010). En total, la UdG ha ofert el curs 2015-2016 unes 3.685 places de nou accés i una seixantena de graus. Per aquest curs també s'han creat els nous estudis de Disseny i desenvolupament de videojocs i la doble titulació d'Economia i Filosofia.

### Parc de Recerca i Innovació de la Universitat de Girona[131]
El Parc de Recerca i Innovació de la Universitat de Girona (fins al 2023 Parc Científic i Tecnològic) es va conceptualitzar entre els anys 1998 i 1999. Els aleshores Rector Josep M. Nadal i President del Consell Social Jaume Casademont buscaven una major implicació de la Universitat amb el seu entorn. Aquests desitjos i inquietuds varen concretar una primera proposta redactada vers la fi de 1998. El 28 de desembre de 2001 es va crear la Fundació del Parc Científic. El 2004 es va iniciar el primer edifici, el Jaume Casademont, posteriorment es van construir el Centre de Robòtica Submarina (2004), el que havia de ser Centre de Noves Tecnologies Alimentàries (2005, actualment destinat a les instal·lacions d'una empresa privada), el Centre d'Empreses Giroemprèn (2006) i l'Institut Català de Recerca de l'Aigua (2007). El Parc de Recerca i Innovació de la Universitat de Girona aglutina el coneixement, la recerca i la innovació desenvolupada per empreses catalanes de l'àmbit gironí. Promou l'intercanvi tecnològic i d'experiències entre els usuaris de l'espai, afavorint sinèrgies que esdevenen noves realitats empresarials i fomentant join ventures que reforcen el teixit econòmic gironí i, per extensió, català.

## Altres llocs d'interès

### Arxiu Municipal de Girona[134]
L'Arxiu Municipal de Girona és el servei especialitzat de l'Ajuntament en la gestió, el tractament i la preservació de la documentació, amb independència de la seva data, tipologia i suport. Per aquesta finalitat s'estructura en tres unitats d'informació: l'Arxiu Administratiu, l'Arxiu Històric de la Ciutat i el Centre de Recerca i Difusió de la Imatge (CRDI).
L'Arxiu Administratiu de l'Ajuntament és l'òrgan responsable d'administrar el Sistema de Gestió de Documents de l'Ajuntament, la funció del qual és planificar la producció normalitzada i l'organització homogènia de la documentació administrativa i, alhora, garantir-ne l'accés i la consulta, tant a les oficines com a la ciutadania en general. L'Arxiu Administratiu també és el servei responsable de portar a terme l'avaluació i la selecció de la documentació que preservarà l'Arxiu Històric de la Ciutat per a la seva conservació permanent un cop aquesta hagi prescrit.
L'Arxiu Històric de la Ciutat gestiona i preserva tota la documentació que ha produït l'Ajuntament de Girona al llarg dels segles com a institució de govern de la Ciutat, sobretot a partir del segle xiv, i que han estat conservats per tal de deixar constància i testimoni de l'actuació municipal. No obstant això, també exerceix la funció de vetllar per la recuperació del patrimoni documental vinculat al municipi de Girona per raons socials, econòmiques, culturals o de qualsevol altra mena. Per aquest motiu, també acull documentació de particulars (arquitectes, metges, fotògrafs, artistes, etc.), d'empreses i d'altres organismes i associacions que han volgut preservar el seu patrimoni documental mitjançant aquest servei municipal.
El Centre de Recerca i Difusió de la Imatge (CRDI) gestiona i preserva específicament els documents sonors i en imatge (fotografies, pel·lícules, vídeos, etc.) produïts per l'Ajuntament de Girona i, també, de fons i col·leccions procedents de particulars, empreses i entitats del municipi. En aquest sentit, són de referència obligada els fons de professionals de la fotografia, de mitjans de premsa escrita, de ràdio i la televisió local, a més de les imatges d'aficionats i de fons personals i familiars.
L'Arxiu Municipal de Girona també disposa d'una biblioteca especialitzada, de la qual cal remarcar especialment les seccions d'hemeroteca, i les referides a publicacions específiques sobre la ciutat de Girona, la història i evolució de la imatge fotogràfica i audiovisual, i també la d'arxivística. La col·lecció comprèn publicacions des del segle xv fins a l'actualitat. La biblioteca es troba a les dependències de l'Arxiu Històric de la Ciutat.

### Cinema Truffaut[139]
El Col·lectiu de Crítics de Cinema de Girona el van formar l'any 1990 un grup de persones que exercien la crítica de cinema en mitjans de comunicació de les comarques gironines, amb la intenció de ser un element dinamitzador del fet cinematogràfic, entès com un element cultural que ultrapassa el simple vessant comercial. Davant la manca de projeccions de cinema en versió original a la ciutat, es van posar en contacte amb les empreses exhibidores i van organitzar, juntament amb els Cinemes Catalunya, dues edicions de la Setmana de la Crítica de Girona, en què es van presentar pel·lícules que havien restat inèdites per al públic de la ciutat.
El 1992, mitjançant un acord amb l'empresa del Cinema Modern, el Col·lectiu passa a programar la sala B del cinema, que queda rebatejada com a Cinema-estudi Truffaut. Des de llavors, la sala ofereix cada setmana una pel·lícula en versió original, en dues sessions diàries. Els membres del Col·lectiu s'encarreguen d'assessorar l'empresa en la programació, d'organitzar les presentacions (de pel·lícules, però també de llibres, de conferències…) que es fan a la sala i d'escriure i editar els programes setmanals, amb el suport de l'Ajuntament de Girona en la part d'impressió.
Es van organitzar actes amb la col·laboració de l'associació Naturalistes de Girona (amb motiu del Dia de la Terra), dels GRAMC (projeccions de cinema dins la Setmana Intercultural), l'Aliança Francesa (projeccions de cinema francès) i el Front d'Alliberament Gai de Catalunya, entre d'altres. Dins les activitats del Truffaut s'ha de destacar la inclusió d'un cicle de cinema relacionat amb el fet teatral, dins la programació de Temporada Alta. Després del tancament del Cinema Modern i de l'adquisició de l'edifici per l'Ajuntament, el Col·lectiu presenta la seva candidatura i guanya el concurs per a la gestió del nou Cinema Truffaut.

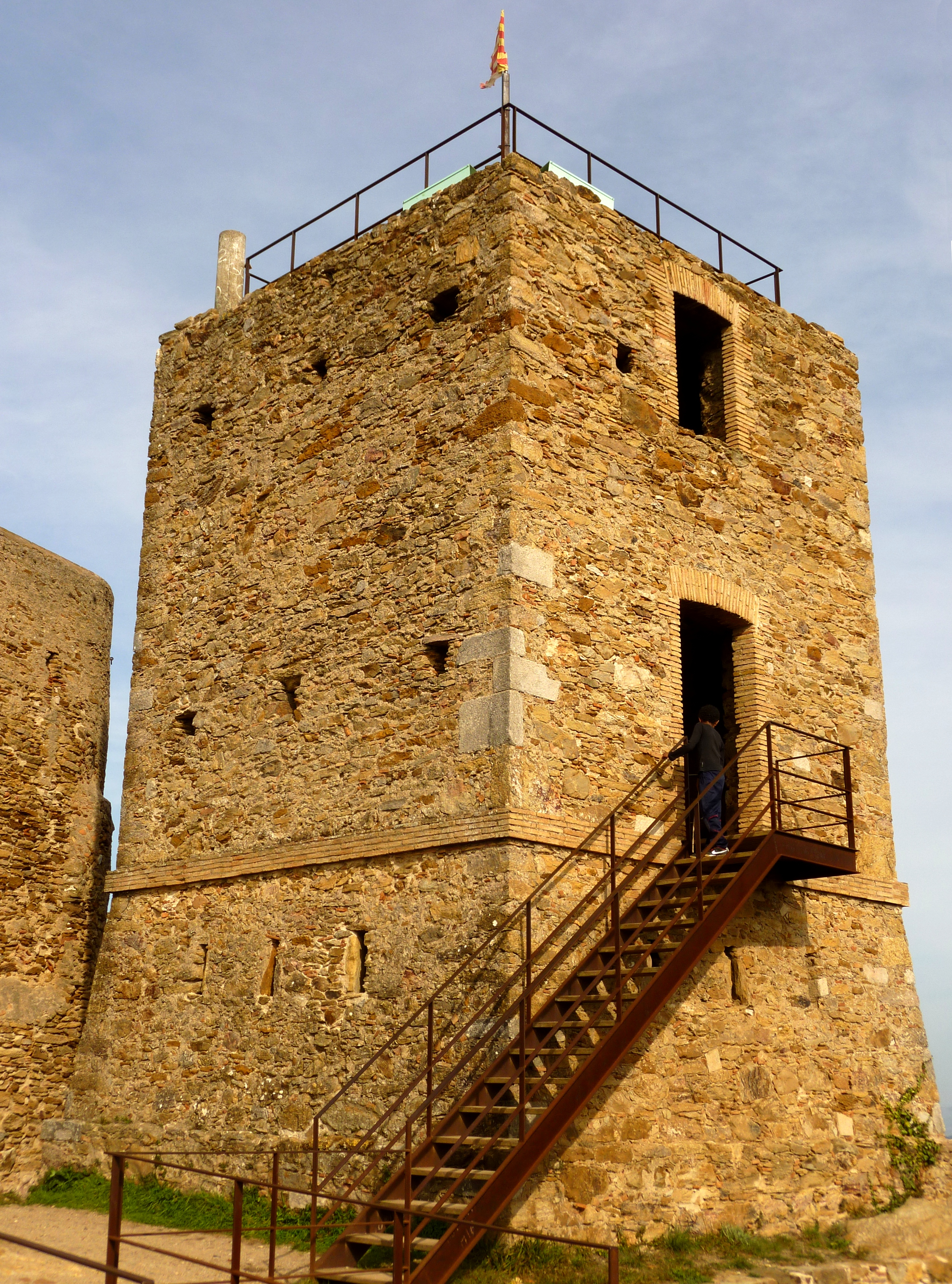
Castell de Sant Miquel (Girona)

### Castell de Sant Miquel
El castell de Sant Miquel és un conjunt arquitectònic al cim del puig o muntanya de Sant Miquel a cavall dels municipis de Girona i Celrà (Gironès). La seva ubicació al cim permet el control sobre grans extensions del territori. Aquest conjunt envoltat per un fossat inclou una ermita, dita de Sant Miquel Arcàngel, i una torre de base quadrada. El lloc és un perfecte exemple de la reutilització successiva d'aquest espai al llarg del temps per raó de les necessitats canviants. Actualment, l'espai ha sigut reformat per l'Ajuntament de Girona, s'han adequat els camins per accedir-hi i s'han creat rutes per a arribar-hi fàcilment, ja que s'ha convertit en un lloc habitual per a ciclistes, runners i famílies.

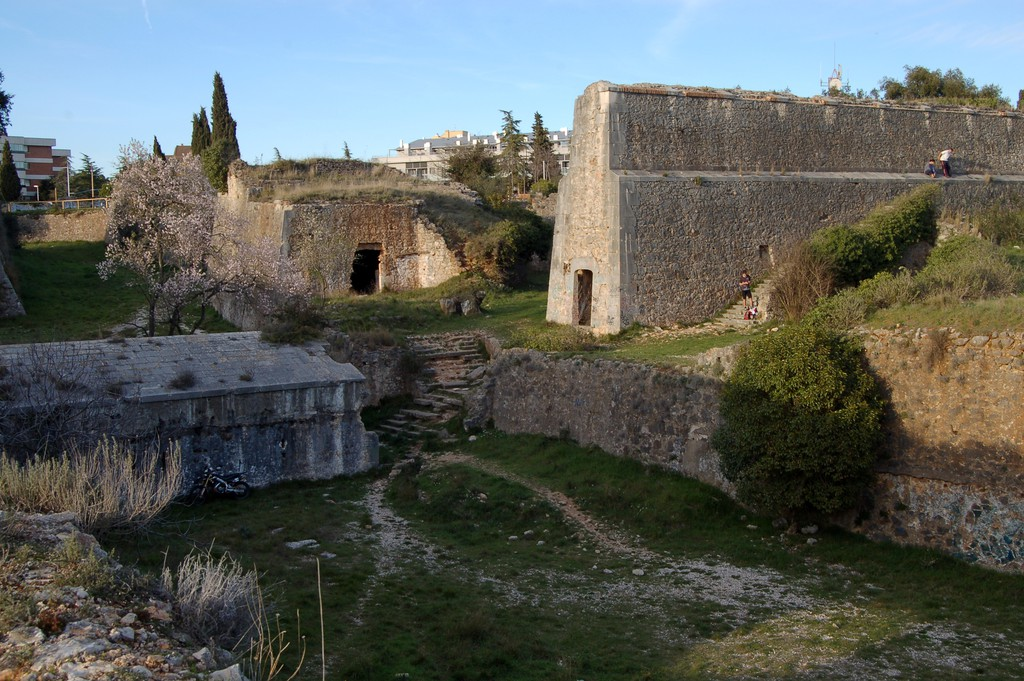
Imatge d'una part de l'interior del Castell de Montjuïc de Girona

### Castell de Montjuïc
El castell de Montjuïc fou un bastió construït a Girona, a la muntanya de Montjuïc per ordre de Felip IV el 1653, per assegurar la seguretat dels accessos al Pla de Girona des del nord, conjuntament amb quatre torres de defensa: Sant Joan, Sant Daniel, Sant Narcís i Sant Lluís. La planta general del castell era quadrada, amb un recinte construït per quatre baluards, enllaçats amb murs de 150 metres de longitud mitjana. Va ser de gran utilitat a l'anomenada Guerra del Francès – especialment en els tres setges que patí la ciutat (primer setge de Girona de 1808, segon setge de Girona de 1808 i setge de Girona de 1809) fins que finalment va ser abandonat l'11 de juny de 1811, essent inutilitzat el 1814, al final de la guerra, per ordre del mariscal Louis Gabriel Suchet, després d'haver construït el 1812 la torre Suchet. El 1843, un bombardeig del general Prim la va destruir. Es troba al punt més elevat de la muntanya de Montjuïc, a 219 metres d'altitud. Joan Francesc Molinas i Sicart i Álvarez de Castro, foren alguns dels seus governadors. Actualment, l'Ajuntament de Girona enllesteix un pla per rehabilitar el castell i aconseguir que pugui recuperar l'interès públic i turístic.

### Torre d'Alfons XII
La Torre d'Alfons XII constitueix una gran talaia de 160 metres d'altitud que permet obtenir una magnífica panoràmica de tota la ciutat, de sud a nord, amb la Devesa i més enllà els Pirineus, amb el Canigó i el Puig Neulós, com teló de fons, tot recorrent el perímetre habilitat com a camí que l'envolta. Va ser construïda al segle xix al mateix lloc on anteriorment hi havia el reducte de la Ciutat, anomenat també de Sant Narcís o dels Estudiants i edificat l'any 1675 com una posició destacada del fort de Condestable dins el sistema defensiu de l'est i el sud-est de Girona. Aquest fort de Condestable estava connectat amb altres dos, tot seguint els punts més alts dels turons veïns: el de Reina Anna i el de Caputxins. El reducte va ser volat pels francesos el 1814, com la resta de les fortaleses veïnes, després de la Guerra del Francès. Durant la Tercera Guerra Carlina (1872–1876) se n'aprofità l'interior i les pedres per edificar l'anomenada Torre d'Alfons XII, un petit fortí construït d'acord amb les directrius defensives en vigor a la fi del segle xix. Sota de la torre trobem la font del Mirador, punt de parada ideal per descansar i contemplar el Barri Vell i els monuments emblemàtics de la ciutat, des d'una òptica insòlita, sota l'ombra d'un lledoner.

### Torre de telecomunicacions
La torre de telecomunicacions de Girona, popularment coneguda com a "Pirulí" és una torre de telecomunicacions que es pot observar des de molts llocs de Girona. Instal·lada a la zona de les Pedreres, entre la zona de Font de la Pólvora i el Polvorí, va començar a ser construïda l'agost de 1990. El setembre de 1991 ja estava enllestida i va ser inaugurada pel ministre Borrell el dia 25 de gener de 1992. La inversió de Telefònica d'Espanya va ser de 700 milions de pessetes (4.200.000 d'euros) (25 milions pel terreny) i, en paraules del ministre, s'havia convertit "en un dels punts més avançats del país en infraestructura de comunicacions".

## Centres Culturals de Girona
Els centres culturals són espais arquitectònics destinats a manifestacions culturals. Molts cops estan ubicats en edificis històrics i tenen per objectiu promoure la cultura i les arts entre els habitants del municipi. A Girona destaquen l'Espai Marfà, El Centre Cultural La Mercè, La Casa de Cultura, el CaixaForum i el Bòlit.

### Espai Marfà[142]
És un equipament municipal de nova creació a partir de la rehabilitació de l'antiga fàbrica de filats Marfà. L'edifici combinarà els usos de biblioteca (Salvador Allende), centre cívic (Santa Eugènia) i un nou projecte musical que concentrarà accions i recursos en matèria de música moderna. Complementàriament, la biblioteca acollirà un punt del Servei d'Informació Juvenil. Es tracta doncs d'una aposta per combinar els serveis generalistes i de proximitat al barri de Santa Eugènia (biblioteca i centre cívic) amb una marcada personalitat jove i musical. De ben segur, aquesta particular idiosincràsia enriquirà l'edifici amb un públic de gran diversitat, generant sinergies socials i culturals.

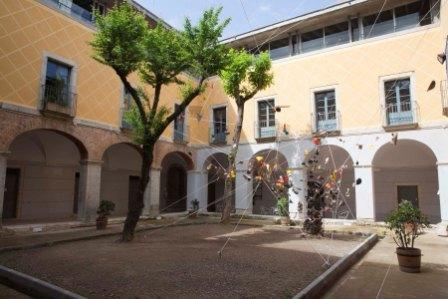
Claustre del Centre Cultural La Mercè

### Centre Cultural La Mercè[144]
El Centre Cultural La Mercè és un equipament municipal polivalent i pluridisciplinari que gestiona una programació d'activitats culturals i que acull iniciatives diverses. L'objectiu del centre és dotar la ciutat d'un espai obert a l'activitat cultural en el qual es faciliti el coneixement i es potenciï l'intercanvi entre artistes, intel·lectuals, estudiants i públic en general. Un punt d'acollida per a totes les persones interessades en l'art i les lletres. Un indret que s'ofereix ple d'activitats per a la ment i els sentits.
L'equipament cultural té per marc l'antic convent de la Mercè, un edifici construït al segle xiv que va ser emprat com a hospital militar durant el segle xix i part del xx. De l'antiga arquitectura, l'edifici en conserva l'estructura de planta quadrada, articulada entorn del claustre, i l'església annexa amb campanar, en la qual es concentren els elements arquitectònics més representatius. Des de l'any 1984, l'espai és un centre cultural pluridisciplinari amb una oferta regular en els àmbits escènics, humanístics i artístics.
Al centre s'hi troba l'Escola Municipal d'Art (EMA) on es treballa en cinc línies: Tallers artístics, monogràfics, emaXics, emaArt i emaDisseny. L'objectiu de l'escola és dotar la ciutat d'un espai obert a l'activitat cultural en el qual es faciliti l'aprenentatge de l'art i, alhora, un punt de trobada per a totes les persones interessades en l'art. També s'hi troba l'Escola Municipal d'Humanitats (EMHU) que és un programa cultural de l'Ajuntament de Girona que acosta la cultura a la ciutadania amb propostes vinculades a les lletres i les humanitats en general. Un espai per al públic, els creadors i els intel·lectuals en què s'ofereix reflexió i coneixement per créixer com a persones. El centre acull també les propostes i programacions d'altres agents culturals, com ara festivals independents, assaigs, concerts, jornades, cursos, reunions, presentacions, exposicions, etc.

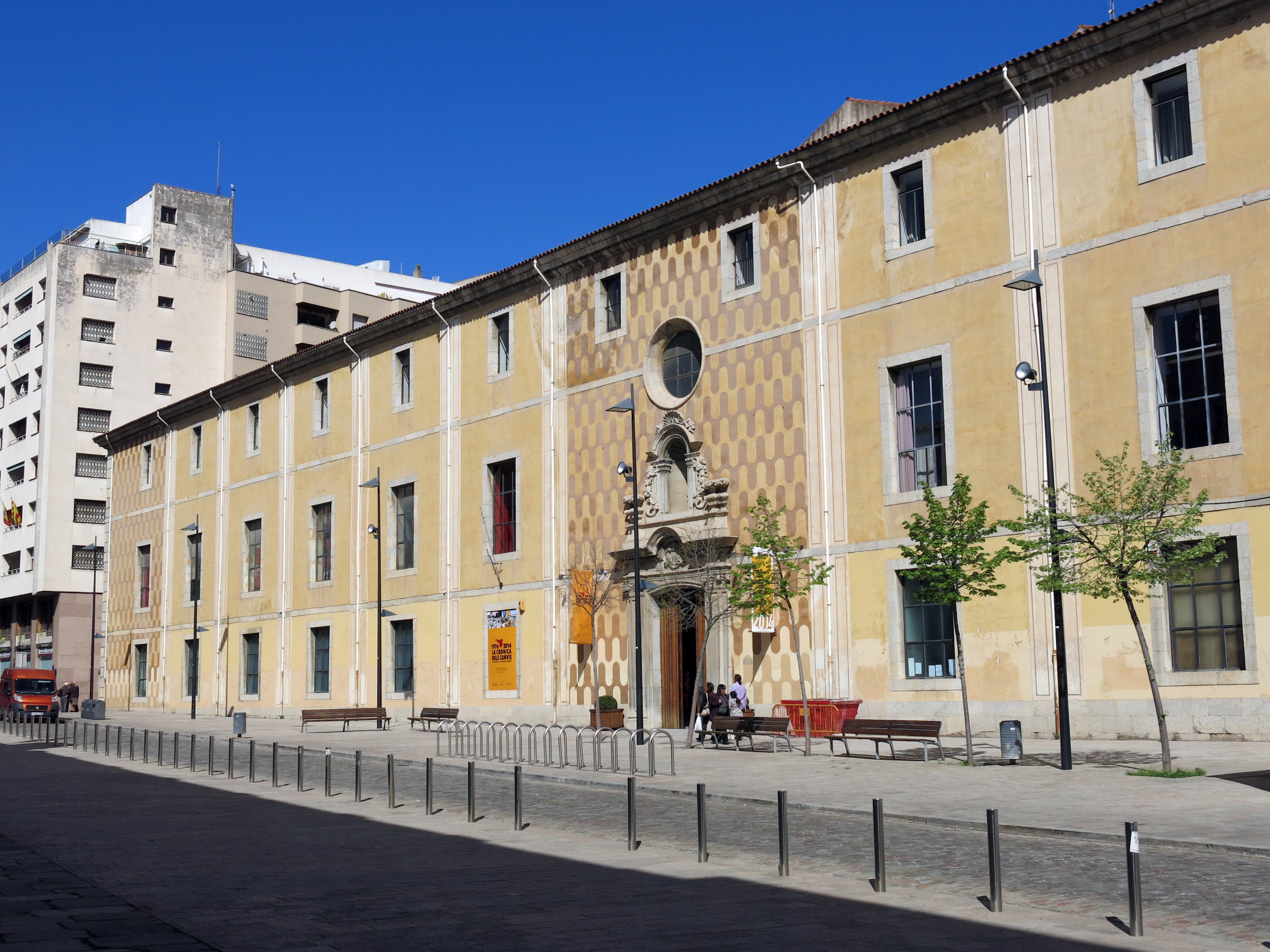
Façana de la Casa de Cultura de Girona

### Casa de Cultura de Girona[148]
La Casa de Cultura de la Diputació de Girona és un gran contenidor cultural que té com a missió la promoció, estudi i difusió de la cultura gironina i catalana –històrica i actual- per fonamentar una identitat i un sentit de pertinença oberts a les cultures del món i als ciutadans gironins. Té la voluntat de ser un centre cultural de referència a nivell ciutadà, de les comarques gironines i dels Països Catalans (incloent especialment el treball amb la Catalunya Nord).

### Caixaforum Girona[149]
Està ubicat en ple barri vell de la ciutat i ocupa un edifici emblemàtic d'arquitectura civil catalana d'època medieval, conegut popularment com la Fontana d'Or, i declarat monument històric nacional l'any 1921. És el centre social i cultural de l'Obra Social "la Caixa" a la ciutat de Girona. Ofereix una àmplia oferta social, cultural i educativa. L'art, la música, el pensament, la ciència i les arts escèniques conviuen amb programes socials, educatius, familiars i de divulgació. Visites guiades a les exposicions, cicles de conferències, festivals de música, tertúlies, espectacles de teatre i dansa i tallers educatius són algunes de les activitats que formen el gran ventall de possibilitats que ofereix el centre.

### El Bòlit, Centre d'Art Contemporani[150]
El Bòlit té com a objectiu desenvolupar programes de recerca, producció i exhibició de projectes artístics contemporanis duts a terme per creadors i professionals d'altres àmbits del coneixement locals, nacionals i internacionals, amb una forta implicació amb el seu context. Els espais de la ciutat que acullen les seves exposicions i activitats són la Sala de La Rambla (Bòlit-LaRambla, Sala Fidel Aguilar) i la Capella de Sant Nicolau (Bòlit-SantNicolau). Les oficines però s'ubiquen a la segona planta del Centre Cultural la Mercè de Girona. Eminentment dinàmic i actiu, Bòlit ofereix una programació d'exposicions, activitats integrades i vinculades, com tallers, cicles de conferències, intervencions urbanes, cicles de projeccions, propostes específiques i treballs en procés, tot cercant la participació i la implicació de la societat civil des dels seus inicis.

### Espai Santa Caterina[151]
Situat a l'antic Hospital de Santa Caterina, a l'edifici nou annex a l'històric, restaurat i rehabilitar entre els anys 2006 i 2009. Es tracta d'un espai expositiu obert a tota la ciutadania, on s'organitzen exposicions relacionades amb la pròpia institució de la Generalitat de Catalunya a Girona, així com d'altres propostes que puguin aportar els ciutadans o les entitats. Algunes de les exposicions que han passat per l'Espai Santa Caterina són: Llapis i... acció!, de Roser Capdevila; Dalí, breaking news; o Eugeni Xammar, el periodista que ens va explicar el món. Actualment, s'hi pot visitar l'exposició 350 anys al teu costat. Memòria de l'antic Hospital de Santa Caterina, que commemora el 350è aniversari de la col·locació de la primera pedra.

## Fires i Mercats
Girona acull al llarg de l'any una gran varietat de fires i mercats al carrer, activitats que esdevenen un atractiu més per a molts dels seus visitants, i que la converteixen en una ciutat activa i plena de vida. Algunes de les fires i mercats que s'hi poden trobar són la Fira d'artesania de la Plaça Miquel Santaló, la Fira d'artesania Pont de Pedra, la Fira d'artesania Santa Clara, la Fira de Pintura, la FiraNadal, el Mercagirona, el Mercat de les Flors, el Mercat de la Lleona, el Mercat de Can Gibert del Pla, el Mercat de les Ribes del Ter, el Mercat del Lleó o Mercat de La Volta Art Km 0.
Mercat de La Volta Art Km 0
La Volta és un projecte format per diversos establiments del barri de Sant Narcís que acullen propostes vinculades a la creació artística i artesanal. Consta d'una galeria, d'una botiga i de diferents tallers oberts al públic per promoure el barri com un espai cultural i artístic de referència. Es transforma mensualment en un mercat d'art, situat al bell mig de la plaça porxada de l'Assumpció. El mercat de La Volta té com a objectiu principal promoure el contacte directe entre creadors i visitants, sota la denominació d'Art Km 0, seguint la filosofia del projecte. Cada edició té un programa amb diferents activitats culturals, concerts, tallers, etc. Es pot visitar el segon dissabte de cada mes al matí.

## El Celler de Can Roca
El Celler de Can Roca és un restaurant gironí situat al barri de Taialà, gestionat pels tres germans Roca: Joan, Josep i Jordi, que s'encarreguen respectivament dels plats, dels vins (sommelier) i de les postres. El restaurant va ser fundat el 1986 per Joan i Josep Roca. Té tres estrelles de la Guia Michelin; i, segons la publicació britànica The Restaurant Magazine, ha estat el cinquè millor restaurant del món en 2009, quart en 2010, segon en 2011, 2012 i 2014; i primer el 2013 i el 2015.

## Llegendes
Hi ha diverses llegendes relacionades amb la ciutat de Girona:
- Llegendes de Carlemany, la cadira i l'espasa de Carlemany.
- Tot bon gironí que vol ser un bon gironí i que vol tornar sa i estalvi d'un viatge ha de fer un petó al Cul de la Lleona.
- La llegenda de Sant Narcís i les mosques.
- La llegenda de la Cocollona.
- La llegenda de Gerió (o Geríon), fundador mític de la ciutat.
- La llegenda del Tarlà de l'Argenteria.
- La llegenda de la Torana.

## Mitjans de comunicació
Girona edita mitjans de comunicació d'àmbit de barri, local, comarcal i regional:
- Diari de Girona
- El Punt Avui
- Revista de Girona
- Televisió de Girona
- FeM Girona 92.7 FM
- Girona FM Arxivat 2019-12-27 a Wayback Machine. (Ràdio municipal)
- El Dimoni de Santa Eugènia de Ter (periòdic-e)

## Esports
L'equip de futbol de Girona per excel·lència és el Girona Futbol Club, que està situat a la Primera Divisió de la lliga espanyola de futbol. També té un filial a Tercera Divisió, el Girona B. El primer equip del Girona FC juga els seus partits a l'Estadi de Montilivi, inaugurat el 1970 i situat al barri de Montilivi.
L'equip de bàsquet femení Unigirona participa en la Lliga Femenina espanyola. Hi ha altres equips i escoles a la ciutat: el Club Escola Bàsquet Girona, refundació del CB Sant Josep Girona que jugava la lliga LEB Oro de bàsquet, a la vegada successor d'un equip que va jugar 21 temporades a la Lliga ACB amb diverses denominacions (Casademont, Valvi, Akasvayu), i que disputava els seus partits al Pavelló Girona-Fontajau. Són també representatius el Bàsquet Girona (fundat el 2014 per Marc Gasol), actualment a l'ACB, La Salle Girona, el Vedruna Girona, el Sant Narcís, el Club Bàsquet Onyar o el CESET
També hi ha un equip d'hoquei, el Club Hoquei Girona. Com a equip de tennis de la ciutat hi ha el Club Tennis Girona. El voleibol té com a club més important el Club Voleibol AVAP.
També s'hi troba l'Associació Girona Judo, com a principal club esportiu dedicat al Judo, amb un equip a primera divisió estatal tant en les categories junior com senior.
Girona també disposa del Club Patinatge Artístic Girona el qual, en la categoria de xou, es va posicionar en tercer lloc al mundial de patinatge l'any 2015, i en segon lloc en els anys 2016 i 2017.
Finalment, el GEiEG (Grup Excursionista i Esportiu Gironí) té representació a quasi totes les disciplines esportives; i destaca sobretot en el rugbi, l'handbol, l'atletisme i el bàsquet (especialment femení).

## Fills i filles il·lustres de la ciutat

Inscripció que assenyala la inauguració el 1856 del Pont de Pedra. Detall de la històrica fotografia feta el 1866 o 1867 per José Martínez Sánchez, i distribuïda per la casa Laurent.

Aquest són alguns dels gironins de naixement o adopció que han destacat i són motiu d'orgull per la ciutat
- Francesc Eiximenis (1332(?)–1409), fou un frare franciscà i escriptor.
- Lluís Borrassà (1375(?)–1425), pintor.
- Joaquim Hugas i Vilanova (1819–1870), metge, cirurgià i oculista.
- Joaquim Vayreda i Vila (1843–1894), pintor.
- Ramon Turró i Darder (1854–1926), fisiòleg i filòsof.
- Joaquim Ruyra i Oms (1858–1939), escriptor.
- Rafael Masó i Valentí (1880–1935), arquitecte, artista i polític.
- Carles Rahola (1881–1939), escriptor i historiador.
- Aurora Bertrana i Salazar (1892–1974), escriptora.
- Xavier Cugat (1900–1990), compositor, dibuixant de vinyeta còmica, cantant, arranjador i conductor d'orquestra.
- Jaume Vicens i Vives (1910–1960), historiador, escriptor, catedràtic i editor català.
- Santiago Sobrequés i Vidal (1911–1973), historiador.
- Xavier Montsalvatge i Bassols (1912–2002) compositor.
- Maria Assumpció Soler i Font (1913–2003), mestra, escriptora i periodista.
- Jaume Ministral i Masià (1914-1982), escriptor.
- Domènec Balmanya (1914–2001), futbolista i entrenador.
- Josep Viader i Moliner (1917), músic i compositor.
- Joan-Josep Tharrats i Vidal (1918–2001), pintor, teòric de l'art i editor.
- Enric Mirambell i Belloc (1922), historiador i cronista oficial de la ciutat.
- Domènec Fita i Molat (1927), escultor.
- Narcís-Jordi Aragó i Masó (1932), periodista i escriptor.
- Francesc Ferrer i Gironès (1935–2006), polític i escriptor.
- Emili Massanas i Burcet (1940–1991), fotògraf i arxivista.
- Narcís Comadira (1942), escriptor i pintor.
- Maria Teresa Estrach i Panella (1950-), metgessa, dermatòloga i professora universitària catalana.
- Joan Antoni Poch i Goicoetxea, En JAP' (1958), ninotaire.
- Joan Roca i Fontané (1964), cuiner i professor.
- Josep Pons (organista) (1772-1818), compositor i organista.
- Antònia Adroher i Pascual (1913-2007), mestra i activista política

## Ciutats agermanades

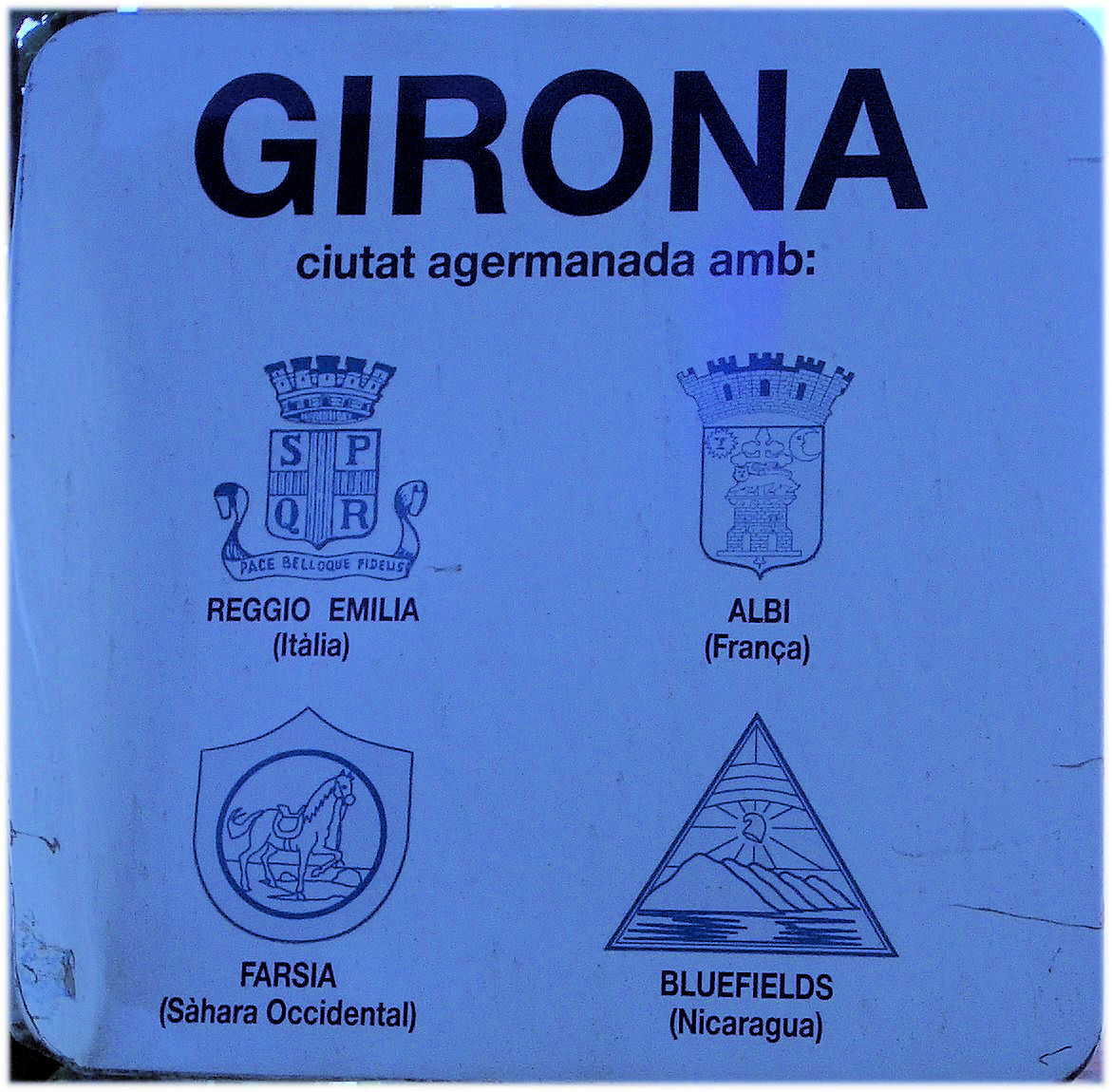
Cartell de les ciutats agermanades amb Girona

En el si del programa de relacions exteriors de l'Ajuntament de Girona, la ciutat s'ha agermanat amb diverses ciutats del món. En negociacions avançades, es troba Nueva Gerona, amb converses iniciades el novembre de 2001 i amb protocol d'intencions signat. A continuació, s'ofereix una llista de les ciutats agermanades amb Girona.
| - Agermanaments europeus: - Reggio Emilia (Itàlia), 1982. - Albi (França), 1985. | - Agermanaments cooperació: - Bluefields (Nicaragua), 1987. - Farsia (Sàhara Occidental), 1997. - Nueva Gerona (Cuba), 2001. |